# Ясон
Ясо́н (также Язо́н, Иасо́н; др.-греч. Ἰάσων) — персонаж греческой мифологии из фессалийского цикла, предводитель аргонавтов, совершивший поход в Колхиду за золотым руном. Ясон был сыном царя Иолка Эсона. Согласно классической версии мифа, он провёл детство на горе Пелион и в двадцатилетнем возрасте возвратился в родной город, чтобы вернуть отцу царскую власть, похищенную братом отца Пелием, а тот отправил племянника в далёкое плавание, чтобы от него избавиться. На корабле «Арго» вместе со множеством других героев Ясон проделал опасный путь до Колхиды; благодаря поддержке богини Геры и любви царевны Медеи он прошёл испытания, завладел золотым руном и ушёл от погони царя Колхиды Ээта. В Элладу Ясон вернулся вместе с Медеей, ставшей его женой. В Иолке он расправился с Пелием, после чего был вынужден отправиться в изгнание. По наиболее популярной версии мифа, Ясон поселился в Коринфе. Спустя десять лет он решил жениться на дочери местного царя, но Медея убила свою соперницу. Ясон либо погиб вместе с невестой, либо вскоре покончил с собой, либо дожил до старости и нашёл смерть под обломками «Арго».
Плавание аргонавтов стало одной из главных тем для греческой эпической поэзии ещё в архаическую эпоху, однако тексты сказаний не сохранились (возможно, они не были записаны). В III веке до н. э. поэму на эту тему создал Аполлоний Родосский, в I веке н. э. — Валерий Флакк. Ясон стал персонажем ряда античных пьес (из них сохранились «Медея» Еврипида и «Медея» Сенеки), причём изображался в двух ипостасях — как герой, совершивший славные подвиги, и как неверный муж, оставивший Гипсипилу и Медею. В том числе под влиянием мифа о нём Вергилий написал «Энеиду», ставшую одним из ключевых текстов для европейской культуры. Ясона часто изображали античные художники. В эпоху Нового времени снова обрели популярность сюжеты, связанные с походом за золотым руном (особенно популярны они были у символистов конца XIX — начала XX веков) и с трагическими событиями в Коринфе. На эти темы создавались пьесы, оперы, картины, кинофильмы. Антиковеды видят в мифе о Ясоне противоречивое смешение сюжетных мотивов, связанных с классической мифологией и архаическими культами.

## В мифологии

### Происхождение
Античные авторы причисляют Ясона к потомству Прометея через его сына Девкалиона — единственного (наряду с женой Пиррой) человека, спасшегося во время потопа. Сыном Девкалиона они называют Эллина (эпонима эллинов), внуком — Эола (эпонима эолийцев). Сыновьями последнего были дед Ясона Крефей, основатель и первый царь города Иолк в Фессалии, а также царь Коринфа Сизиф, царь Элиды Салмоней, царь Орхомена Минийского Афамант и другие герои. Крефей женился на собственной племяннице Тиро (дочери Салмонея). Та родила ему Эсона (отца Ясона), Ферета и Амифаона, а благодаря её связи с морским богом Посейдоном на свет появились Нелей и Пелий. При этом двое последних, согласно одной из версий мифа, тоже считались сыновьями Крефея и были старше Эсона.
О личности матери Ясона нет единого мнения. В разных источниках фигурируют Алкимеда, дочь Филака и Климены; Полимела; Полифема или Полимеда, дочь Автолика (согласно этой версии Ясон был двоюродным братом Одиссея); Феогнета, дочь Лаодика; Амфинома, Арна или Скарфа. По данным Аполлония Родосского, Ясон был единственным ребёнком. Псевдо-Аполлодор, Диодор Сицилийский и Валерий Флакк упоминают младшего брата героя по имени Промах, а Ивик — сестру Ясона Ипполиту, жену Акаста (сына Пелия и соответственно — двоюродного брата Ясона и своей жены).

### Ранние годы

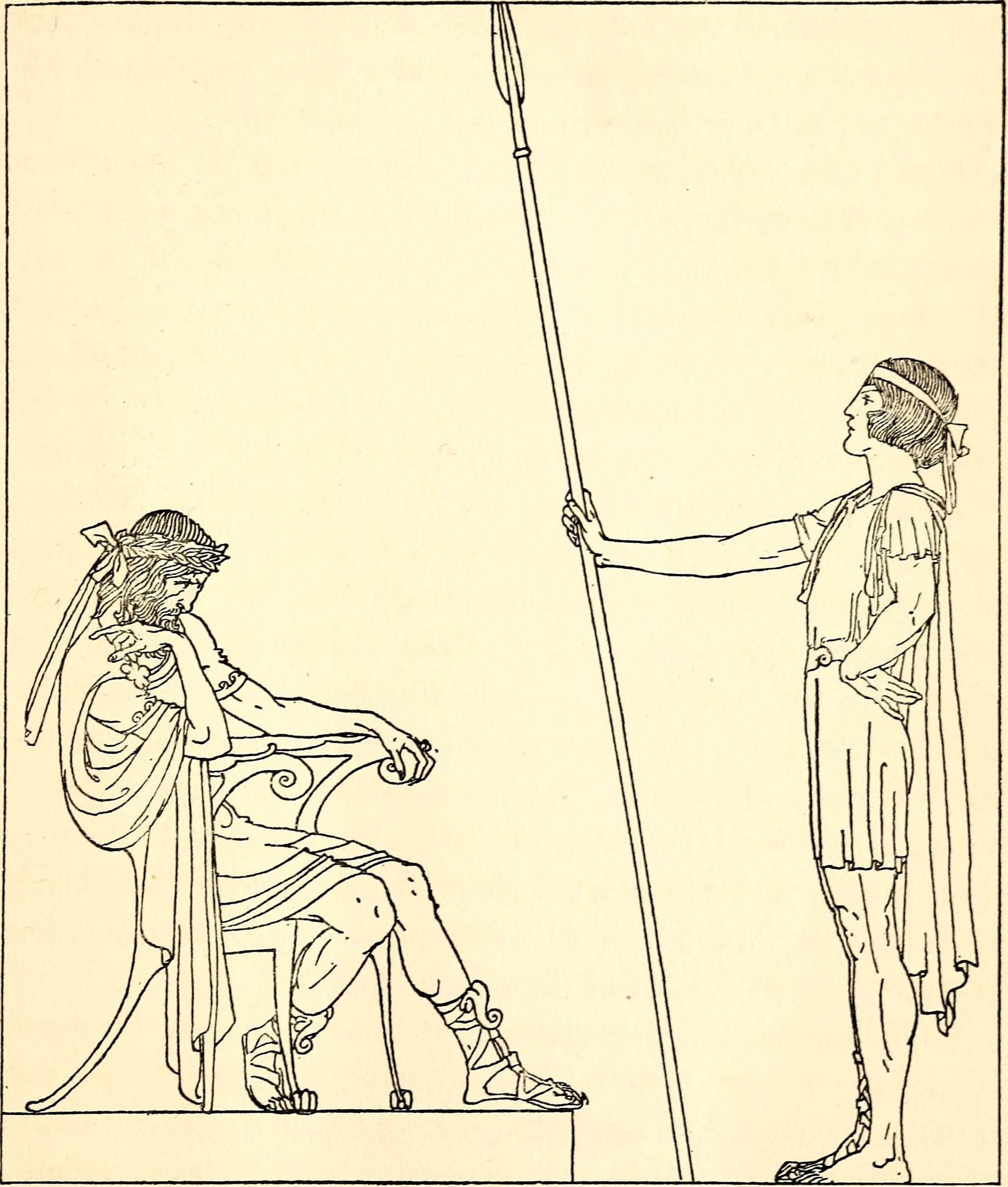
Ясон перед Пелием. Иллюстрация к книге «The golden fleece and the heroes who lived before Achilles». New York, 1921 год

После смерти Крефея царская власть досталась не старшему сыну Эсону, а его брату Пелию. По одной версии, Пелий и Нелей свергли Эсона (в связи с этим Диодор Сицилийский пишет о «бунте»), по другой, Эсон добровольно уступил власть до совершеннолетия сына. После этих событий он жил в одном из городов приморской Фессалии, а Ясона, чтобы уберечь его от Пелия, отправил на воспитание к мудрому кентавру Хирону на гору Пелион. Согласно Пиндару, вывезти ребёнка из Иолка удалось только благодаря тому, что было объявлено о смерти младенца. Ночью, когда в доме Эсона голосили женщины, новорождённого в красных пелёнках вынесли из города. Однако мнение о том, что между двумя ветвями семьи существовала вражда, не являлось в античную эпоху общепринятым. Это следует из того, что, согласно некоторым источникам, Ясон участвовал в погребальных играх, организованных после смерти Пелия, а сын последнего Акаст стал одним из аргонавтов и женился на сестре Ясона (то есть на своей двоюродной сестре). Жил Ясон, по этой версии, в Иолке и в окрестностях этого города занимался сельским хозяйством.
В классическом варианте мифа Ясон провёл на Пелионе, под опекой Хирона, всё своё детство подобно Ахиллу, Асклепию, а по одной из версий мифа — и Одиссею. Помимо всего прочего, он освоил искусство врачевания; Пиндар и автор схолиев к Аполлонию Родосскому пишут, что именно по этой причине Хирон дал своему ученику имя, означающее «целитель» (от древнегреческого «целю, исцеляю»). До того сына Эсона звали Диомедом.
Решающий поворот в жизни Ясона произошёл, когда ему исполнилось двадцать лет. Согласно классической версии мифа, он решил вернуться с Пелиона в родной город и добиться возвращения отцу царской власти. Герой шёл пешком. У переправы через реку Анавр (по другим версиям, Эвен, Энипей или Истр) какая-то старуха просила прохожих перенести её на другой берег, но получала отказ. Только Ясон не смог отказать ей и перенёс старуху на спине, хотя она оказалась очень тяжёлой. Этой старухой была принявшая человеческий облик Гера, которую Пелий когда-то тяжко оскорбил; с этого момента богиня покровительствовала Ясону.
Во время переправы герой потерял одну сандалию. Пелий незадолго до того получил оракул о том, что ему следует остерегаться человека, обутого только на одну ногу, а потому, увидев Ясона, сразу понял, что это его враг. Ясон заявил, что хочет вернуть царскую власть своему отцу, и Пелий пообещал отречься, но только после того, как юноша привезёт из Колхиды золотое руно и умилостивит таким образом тень Фрикса. По другой версии, Ясон не оспаривал права Пелия на царство и вообще не был его врагом; сандалию он потерял, возвращаясь в Иолк с охоты или с полевых работ. Пелий только по одной сандалии понял, что племянник является для него угрозой. Он спросил Ясона, как бы тот поступил с человеком, который несёт ему смерть. Ясон ответил: «Я отправил бы его в Колхиду за золотым руном». Этот ответ был внушён ему Герой, знавшей, что Ясон привезёт из Колхиды в Фессалию Медею, а та жестоко накажет Пелия. В любом случае Пелий дал Ясону именно такое поручение: отправиться в далёкое плавание через Понт Эвксинский. Царь надеялся, что в этом опасном походе его племянник погибнет.

### Подготовка к плаванию за золотым руном

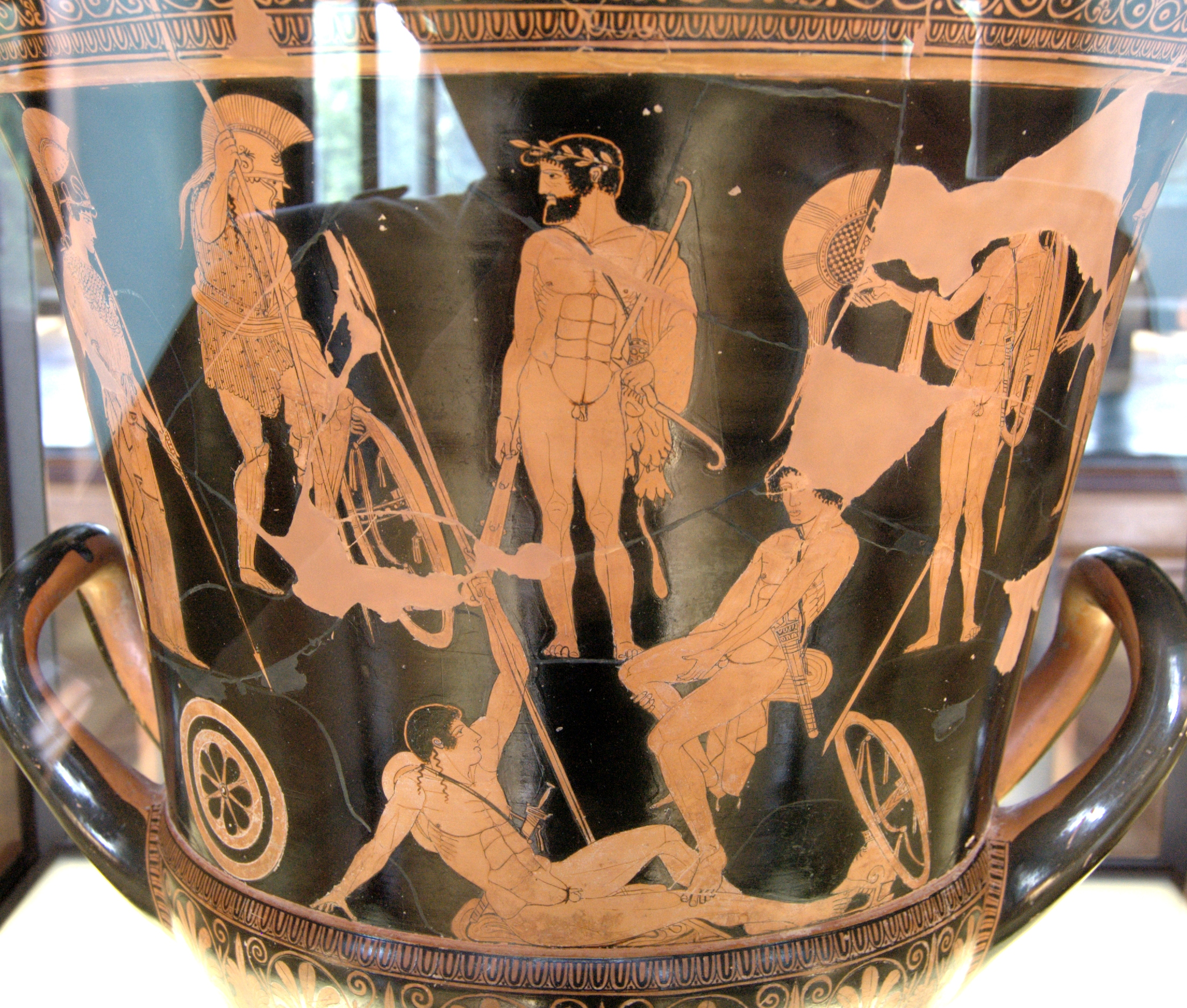
Сбор аргонавтов (?), аттический краснофигурный кратер вазописца Ниобы, 460—450 годы до н. э.

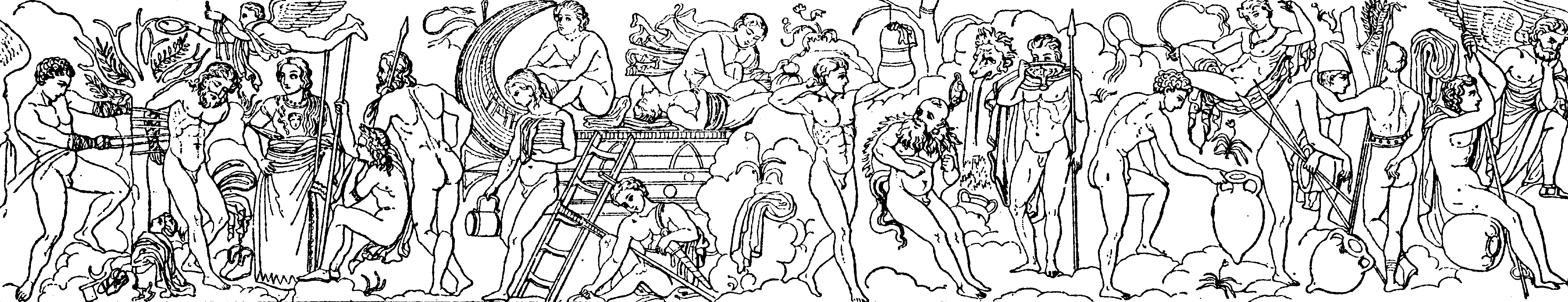
Аргонавтика. Иллюстрация в энциклопедии Nordisk familjebok

Золотое руно оказалось в Колхиде благодаря одному из представителей рода Эолидов. Фрикс (сын царя беотийского Орхомена Афаманта и внук Эола, то есть двоюродный дядя Ясона) был вынужден спасаться от гонений своей мачехи Ино. Мать Фрикса, богиня облаков Нефела, дала ему златорунного барана, на спине которого герой перенёсся над морем в Колхиду. В этом царстве Фрикс нашёл приют; баран был принесён в жертву Зевсу, а золотое руно колхи повесили на дереве в роще, посвящённой Аресу. С этой бараньей шкурой теперь отождествлялось благополучие Колхиды.
По просьбе Ясона сын Фрикса Арг построил для плавания пятидесятивёсельный корабль, названный «Арго». Строительство шло в гавани Пагаса, причём Аргу помогала богиня Афина. Она сама вделала в нос корабля ствол священного дуба из додонской рощи, который мог прорицать. Плавание за руном обещало быть опасным. Поэтому Ясон обратился к оракулу и получил совет: собрать для участия в походе героев со всей Эллады (по другой версии, такой совет дал Хирон, и он же принял участие в отборе). На его зов откликнулось множество героев. Пиндар называет имена десяти спутников Ясона, Псевдо-Аполлодор — сорока шести, Валерий Флакк — пятидесяти двух, Аполлоний Родосский — пятидесяти пяти, а в самом обширном списке, у Псевдо-Гигина, — шестьдесят семь имён; при этом вёсел на «Арго» было пятьдесят или шестьдесят. Общими для всех больших перечней являются двадцать восемь имён.
Больше всего на «Арго» было уроженцев Фессалии и Беотии; некоторые античные авторы называют аргонавтов минийцами — или потому что так назывался народ, населявший эти регионы Эллады, или потому что многие герои, включая (по одной из версий) Ясона, происходили от дочерей Миния, основателя и первого царя Орхомена. Из фессалийцев на борт «Арго» взошли сыновья Фрикса Арг, Китисор, Мелас и Фронтид; лапифы Корон, Кеней, Пирифой; Адмет из Фер, Ификл из Филаки, сын Пелия Акаст, Периклимен, Аластор, Нелей, Асклепий; Пелей и его окружение — брат Теламон (царь Саламина), два тестя Евритион и Актор. Беотию на корабле представляли орхоменцы Эргин, Аскалаф и Иалмен, феспиец Аргос, а также, возможно, Евфем, Пенелей, Лейт и Главк. Принял участие в походе и Геракл — герой, родившийся в Фивах, но происходивший из Арголиды. Его спутниками античные авторы называют брата Ификла, племянника Иолая, друга Филоктета или отца последнего, Пеанта. Другими аргонавтами из аргосского мифологического цикла были Амфиарай, Талай, Арей, Леодок, Евриал, брат Еврисфея Ифит, Навплий и герои из Флиунта (Флиант и Евримедон). Родом из соседней Пеллены были Амфион, Астерион и Девкалион, а из аркадийской Тегеи — Анкей, Кефей, Амфидамант. Другие регионы Пелопоннеса были представлены Диоскурами Кастором и Полидевком (Лаконика), Афаретидами Идасом и Линкеем (Мессения), Авгием (Элида).
Из Аттики были Тесей и Бут, а также (по одной из версий) Фалер, эпоним одного из афинских предместий. К числу аргонавтов поздние аттические поэты относят ещё Гиппофонта, Ойнея, Антиоха и Демофонта. Ещё в какой-то момент в списке оказались иониец Анкей из Самоса (по одной версии), милетянин Эргин, представители разных колоний (Киос и Гилас из Киоса, Барбис из Византия, Даскил из Гераклеи, Автолик из Синопы), фракийцы Бореады — Зет и Калаид.
Кроме того, список аргонавтов был расширен за счёт участников других масштабных событий героической эпохи — в частности,Калидонской охоты. Так, аргонавтами стали Мелеагр, сын Фестия Ификл, его брат Климен, Аталанта и Меланион. Предположительно для расширения списка использовались гомеровские поэмы. Зная, что поход аргонавтов состоялся на поколение раньше, чем Троянская война, античные авторы сделали его участниками отцов ряда персонажей «Илиады»: отца Одиссея Лаэрта, отца Диомеда Тидея, отца Идоменея Девкалиона, отца Патрокла Менетия, отца Малого Аякса Оилея, отца Нестора Нелея. Каким образом появились в числе аргонавтов певцы Орфей и Филаммон, остаётся не вполне понятным.
Изначально, по словам Аполлония Родосского, аргонавты хотели сделать своим вождём Геракла, но он отказался в пользу Ясона. В дальнейшем именно Ясон выступает в роли руководителя: принимает важные решения, приносит жертвы богам, но при этом всегда советуется с товарищами.

### Путь в Колхиду
Когда сборы закончились, «Арго» отплыл из Пагасейской гавани на северо-восток. Первую большую остановку он сделал на острове Лемнос. За год до этого женщины Лемноса перебили всех своих мужчин, так как те предпочли им фракийских пленниц (только царица Гипсипила тайно спасла своего отца). Аргонавты встретили дружественный приём, и у каждого из них на острове появилась возлюбленная. Ясон разделил ложе с Гипсипилой; царица предлагала ему остаться на Лемносе и разделить с ней власть, и он был готов согласиться, как и многие его спутники. Тем не менее позже «Арго» продолжил путь: по одним данным, на этом настоял Геракл, по другим — Орфей заманил своих товарищей на корабль игрой и пением. Согласно Стацию, ещё до отплытия Ясон стал отцом двух сыновей-близнецов.
На Самофракии аргонавты были посвящены в местный культ кабиров (согласно альтернативной версии, это произошло на обратном пути). Затем они прошли Геллеспонт и сделали остановку в стране долионов, которыми правил царь Кизик. Там аргонавтов встретили как друзей. Однако после отплытия ночной шторм вернул их к этому берегу; долионы приняли аргонавтов за своих врагов пеласгов, и началась битва, в которой многие погибли, а Ясон убил Кизика в единоборстве. Только при свете дня Ясон и его спутники поняли, с кем сражались. Они остригли волосы в знак скорби, похоронили павших и продолжили путь.
В Мисии аргонавты оставили Геракла. По классической версии мифа, во время стоянки на острове Кеос возлюбленный героя Гилас был похищен нимфами. Пока Геракл его искал, поднялся попутный ветер; Ясон приказал поднять якорь и плыть дальше. Позже стало известно, что Гераклу не было суждено достичь Колхиды: такова была воля Зевса, либо герой оказался слишком тяжёлым для палубы «Арго». Позже корабль причалил к берегу в стране бебриков, царь которых Амик вызывал всех чужеземцев на кулачный бой и убивал. Большинство источников сообщает, что этот вызов принял Полидевк, а Птолемей Гефестион говорит о Ясоне. В любом случае Амик потерпел поражение и был убит, а нападение остальных бебриков аргонавты успешно отразили.
На берегу Боспора аргонавты помогли слепому старцу Финею, пищу которого оскверняли гарпии. Бореады Зет и Калаид прогнали гарпий; в благодарность Финей рассказал, как лучше преодолеть Симплегады — сдвигавшиеся скалы, перекрывавшие выход в Понт Эвксинский. По его совету Ясон сначала выпустил голубя. Тот успел пролететь между скалами, так что они, сдвигаясь, повредили ему только хвостовое оперение. Когда Симплегады снова раздвинулись, аргонавты смогли провести свой корабль между ними. После этого скалы навсегда остались неподвижными, а герои вышли в Понт Эвксинский. Далее их путь лежал вдоль южного побережья, мимо страны амазонок (по альтернативной версии, аргонавты пересекли море в северо-восточном направлении и посетили страну тавров). Наконец, «Арго» бросил якорь в устье реки Фасис, в землях колхов.

### В Колхиде

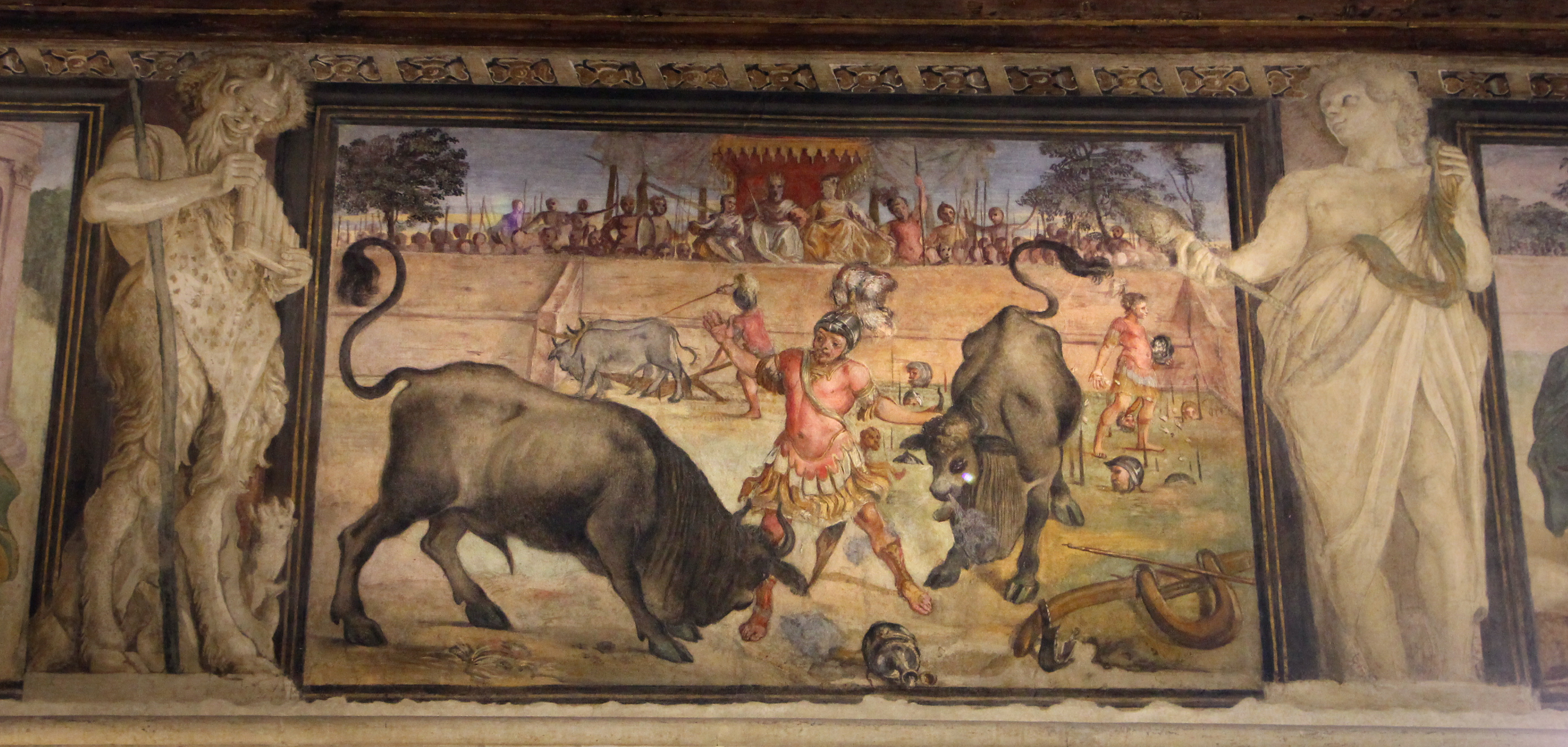
Ясон усмиряет быков Ээта. Фреска Лодовико Карраччи

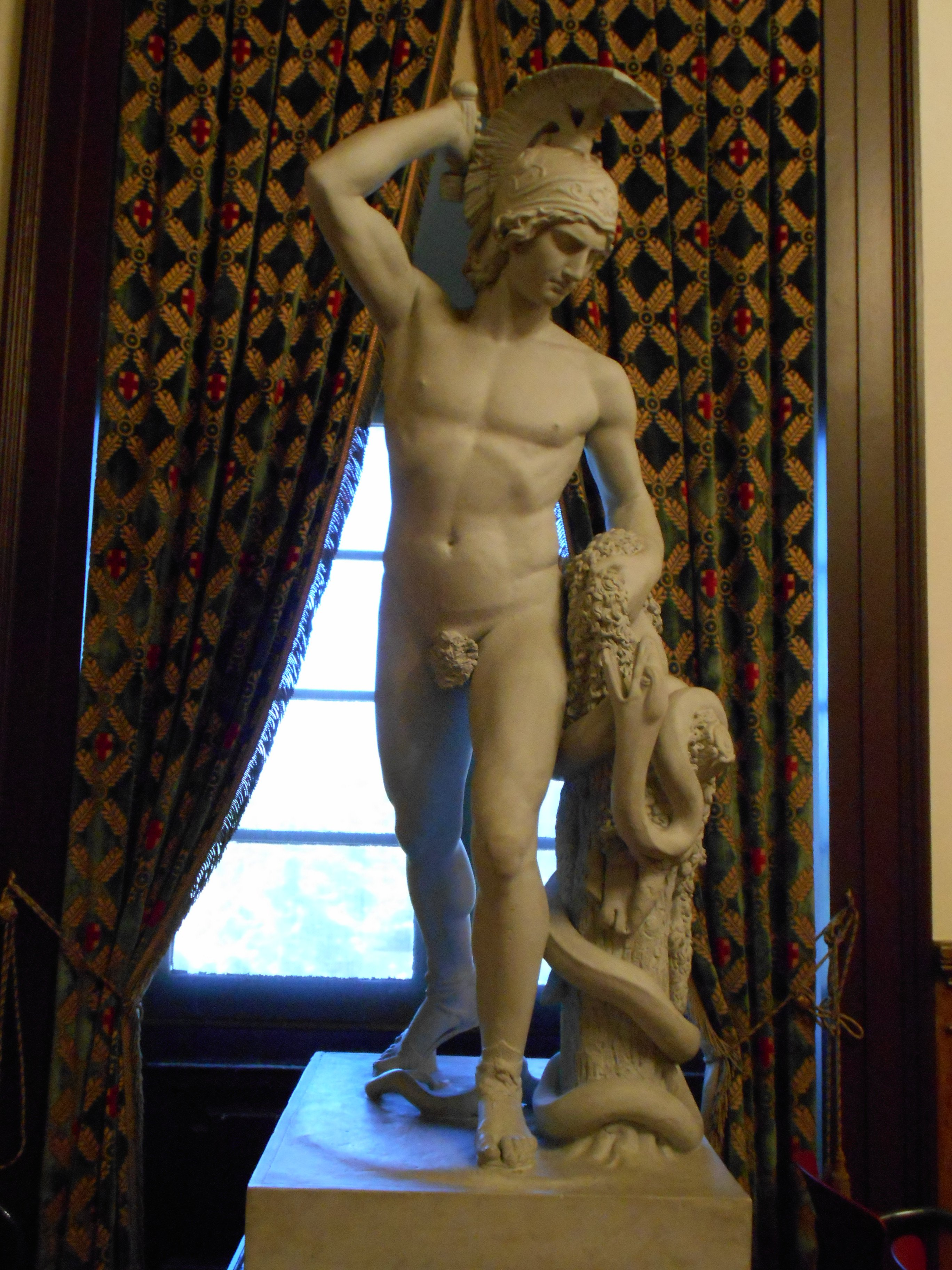
Ясон с золотым руном. Скульптура Мануэля Вилара, 1836 год

Колхидой в это время правил Ээт, сын Гелиоса. Ясон с шестью спутниками прибыл в царский дворец и открыто объявил Ээту о цели своего приезда. Тот не захотел отдавать золотое руно (по одной из версий, царю было предсказано, что, потеряв руно, он погибнет), но не решился отказать аргонавтам. Вместо этого Ээт назначил Ясону заведомо невыполнимую задачу: запрячь в плуг огромных свирепых быков Ареса, изрыгавших пламя, вспахать поле и засеять его зубами дракона (согласно Валерию Флакку, до этого аргонавтам пришлось помочь Ээту в его войне с братом Персом). На помощь герою в этой ситуации пришли Гера и Афина. По их просьбе Афродита сделала так, что младшая дочь царя Медея влюбилась в Ясона. Царевна тайно встретилась с героем и пообещала ему помощь, а он в ответ поклялся, что увезёт Медею в Элладу и женится на ней; согласно альтернативной версии, помогать аргонавтам взялась и старшая дочь Ээта Халкиопа — вдова Фрикса, сыновья которой были в числе спутников Ясона.
Перед испытанием Ясон натёрся полученной от Медеи волшебной мазью, которая сделала его неуязвимым для огня и железа. Благодаря этому он смог укротить быков и надеть на них ярмо. Потом Ясон в присутствии Ээта и колхов вспахал поле и засеял его зубами дракона. Семена тут же проросли: по словам Псевдо-Аполлодора, «из земли поднялись мужи в полном вооружении». Следуя совету Медеи, Ясон бросил в середину поля огромный камень, и эти воины начали сражаться друг с другом; тех, кто остался в живых после этой схватки, герой перебил сам. Исследователи видят здесь большое сходство с мифом об основателе Фив Кадме, который тоже засеял поле драконьими зубами. По альтернативной версии, изложенной у Пиндара, Ээт дал Ясону сразу два задания: сначала вспахать поле, а потом убить дракона, охранявшего золотое руно. Герой оба выполнил с честью. О пахоте Пиндар пишет так:

Ясон,

Положась на бога, отшвырнул шафранный плащ,

Приспел к делу, —

И не жег его огонь,

Наученного зелиями колхидянки.

Он налёг на плуг,

Он припряг его узами к бычьим хребтам,

Он настиг их широкие бока

Больным стрекалом,

И он вытрудил мощный, отмеренный урок.

Вопль

Испустил Ээт сквозь безголосую скорбь,

Дивясь его силе;

А товарищи простёрли к могучему дружественные руки…
— Пиндар. Пифийские песни, IV, 230—239
Разделавшись с выросшими из земли воинами, Ясон победил и дракона. Ээт тем не менее не хотел выполнять уговор: он решил перебить аргонавтов и сжечь их корабль. Медея, узнав об этом, ночью привела Ясона в рощу Ареса, где хранилось золотое руно. Согласно классической версии мифа, именно в этот момент Ясон столкнулся с драконом, но сражаться ему не пришлось — царевна усыпила чудовище своим волшебством или убила. Аргонавты с руном поднялись на борт корабля и отплыли. С ними были Медея и (по одной из версий мифа) её брат Апсирт.

### Путь домой

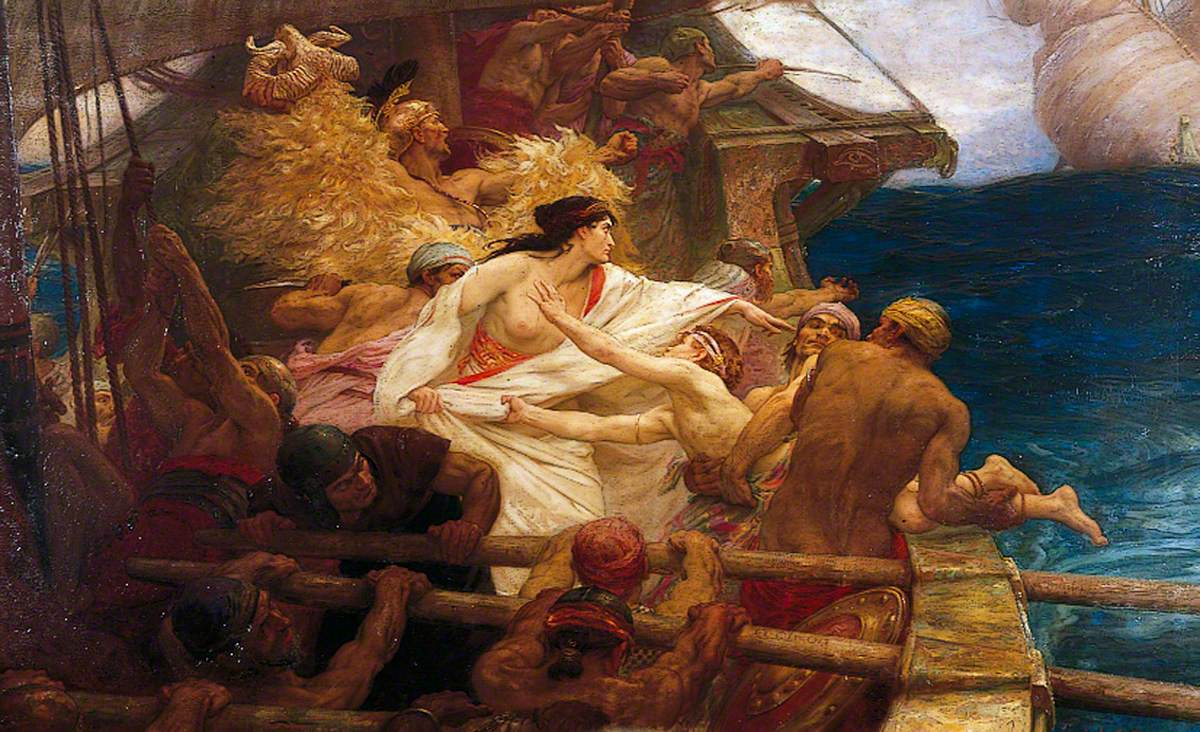
Золотое руно. Картина Герберта Дрейпера, 1904 год

Согласно древнейшей версии мифа, путь «Арго» от устья Фасиса лежал в Океан. Аргонавты пересекли Эритрейское море, достигли побережья Ливии и двенадцать дней несли свой корабль на плечах до Тритонийского озера, а потом через Нил вышли во Внутреннее море. Когда стало известно, что прямого пути от колхидских берегов к Океану нет, маршрут Ясона начали представлять по-другому. У разных античных авторов «Арго» либо плывёт вдоль побережья Малой Азии, а затем через Боспор и Геллеспонт, либо поднимается по Танаису, попадает в Северный океан, мимо Геркулесовых столпов проплывает во Внутреннее море и приближается к Элладе с запада, либо поднимается по Истру, а потом через один из рукавов этой реки спускается в Тринакрийское море; далее он поднимается по реке Эридан, из неё попадает в реку Родан, а потом — в Лигурийское море.
Колхи преследовали аргонавтов, причём возглавлял их либо сам Ээт, либо Апсирт. По одной из версий мифа, они преградили путь «Арго» в Тринакрийском море, где потребовали выдать Медею, а взамен согласились смириться с потерей золотого руна. Многие аргонавты были готовы принять эти условия. Однако Ясон не хотел терять возлюбленную и боялся её проклятий; по совету Медеи он под предлогом переговоров заманил на свой корабль Апсирта, возглавлявшего погоню, и убил его. По другой версии, в которой за «Арго» гнался сам Ээт, Медея и Ясон убили плывшего с ними Апсирта, расчленили его тело и начали по частям бросать в море. Царь Колхиды, собирая эти фрагменты тела, отстал, а потом вообще прекратил погоню, чтобы похоронить сына.
В пути аргонавтам пришлось пережить и другие приключения. Только благодаря вмешательству Геры они не отправились по Родану в неправильном направлении — к Северному океану. Кирка на острове Ээя очистила аргонавтов от крови Апсирта; потом «Арго» прошёл мимо острова сирен (Орфей своим пением заглушил голоса сирен и спас таким образом спутников), благополучно миновал Планкты (ещё один вариант сдвигающихся скал), а также Скиллу и Харибду (благодаря помощи Фетиды, которую послала Гера). Далее аргонавты прибыли в страну феаков, где правил царь Алкиной. Там, по данным Аполлония Родосского, их снова настигли колхи, потребовавшие выдать им Медею. Алкиной ответил, что, если царевна успела стать женой Ясона, она останется с мужем. Предводитель аргонавтов, узнав о таком ответе, в ту же ночь тайно женился на Медее. После этого колхам пришлось отказаться от своих требований, и «Арго» продолжил путь. По одной из версий, его вынесло штормом на ливийский берег. На одну ночь корабль причалил к берегу Крита (здесь либо Медея, либо Пеант убили «человека из меди» Талоса, который не пускал на остров чужеземцев), а потом без помех доплыл до Фессалии. По данным Псевдо-Аполлодора, на всё плавание ушло четыре месяца.

### В Иолке

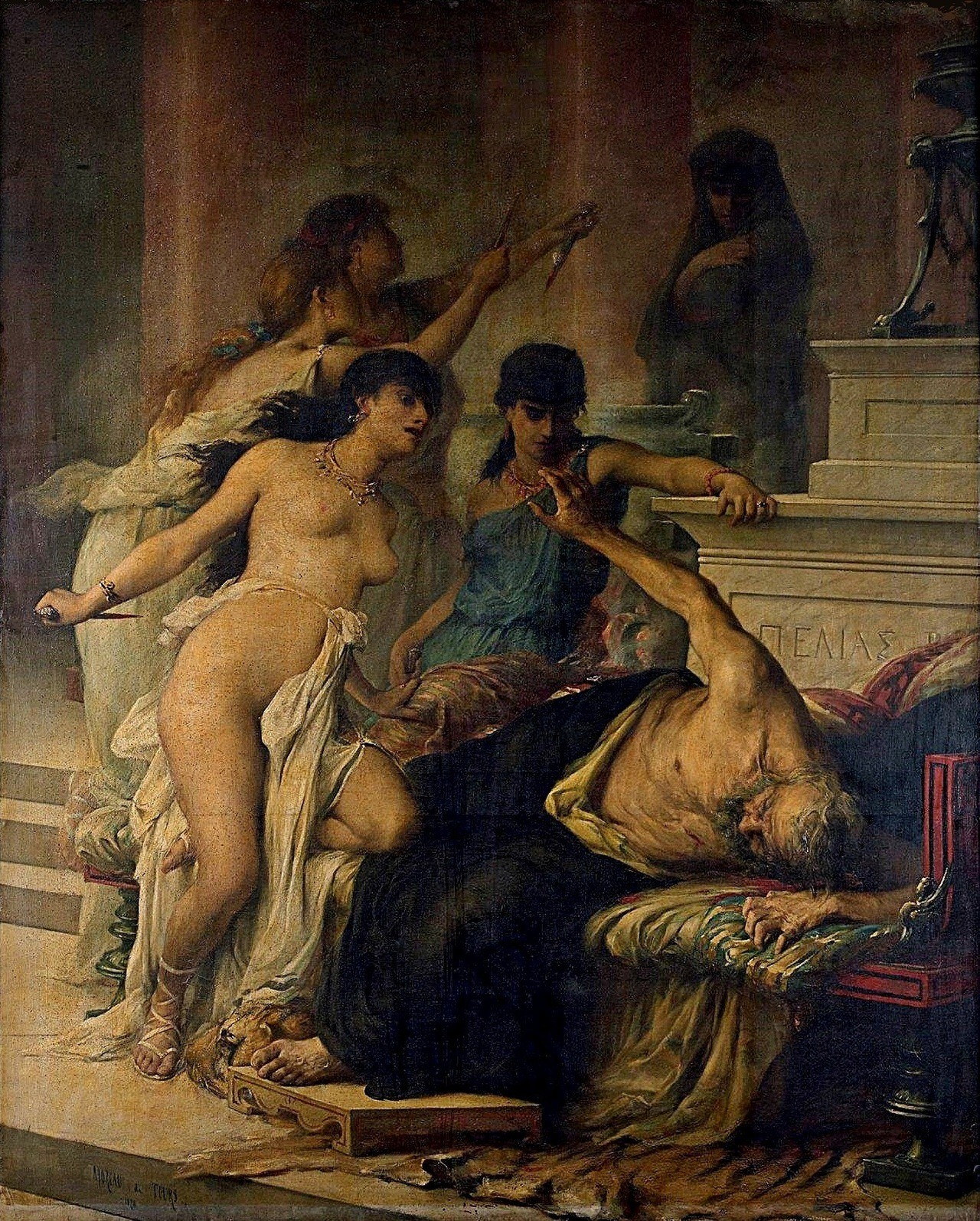
Убийство Пелия его дочерьми. Картина Жоржа Моро де Тура, 1878 год

О том, как развивались события после возвращения Ясона в Иолк, источники рассказывают по-разному. Согласно старейшей версии, Ясон передал золотое руно Пелию, а после смерти дяди стал царём. Медея вернула молодость мужу и его отцу, и супруги жили долго и счастливо. Однако более влиятельным стал другой вариант мифа. Как пишут Диодор Сицилийский и Псевдо-Аполлодор, пока Ясон был в дальних странах, в Иолк пришла ложная весть, будто и он, и остальные герои погибли. Пелий, узнав об этом, решил уничтожить всю семью Ясона: Эсон по его приказу покончил с собой, выпив бычьей крови, Промах был убит, а вдова Эсона Амфинома бросилась на меч или повесилась. Предводитель аргонавтов, узнав об этом по возвращении, решил отомстить и использовал для этого волшебство жены. Медея, выдавшая себя за жрицу, рассказала дочерям Пелия, будто знает, как вернуть ему молодость: по её словам, для этого нужно было разрубить тело царя на куски и сварить в котле. Чтобы убедить царевен, Медея проделала это с бараном, который превратился в ягнёнка. Тогда Пелиады убили отца, разрубили и сварили, но он, вопреки их ожиданиям, не ожил.
После этого дочери Пелия хотели покончить с собой, но Ясон, по данным Диодора Сицилийского, убедил их не делать это. Тем не менее Ясону, пролившему родственную кровь, пришлось уйти в изгнание, а власть над Иолком досталась сыну Пелия Акасту.

### Поздние годы
Единого мнения о том, куда отправились Ясон и Медея из Иолка, в источниках нет. Эта чета поселилась либо на Керкире (по одной версии, именно там, в священной пещере, был заключён их брак), либо в городе Эфира в Феспротии, либо в Коринфе. Согласно Евмелу, Ясон после расставания с Медеей в Коринфе вернулся в Иолк. После завоеваний Александра Македонского появилась новая версия: в эпоху, когда усилились связи между Грецией и Востоком, стало распространённым мнение, что Ясон после своего изгнания уехал в Армению или в Мидию либо вернулся в Колхиду и стал царём после смерти Ээта.
Наиболее популярной стала коринфская версия. В ней изначально Медея была царицей Коринфа по праву рождения; позже стали считать, что Медею и Ясона принял как изгнанников местный царь Креонт, или Гиппот. Супруги счастливо прожили вместе десять лет, но потом Ясон оказался неверен супруге. Он задумал новый брак — с Фетидой, с нимфой Главкой либо с дочерью царя Креонта, носившей имя Главка, Креуса, Креонтида или Креонтея. Медея, узнав об этом, жестоко отомстила: она подарила своей сопернице отравленное платье, и та умерла в страшных мучениях. Вместе с девушкой погиб её отец. По одной из версий, Медея убила и собственных детей от Ясона, после чего покинула Коринф в колеснице, запряжённой драконами или крылатыми конями. По другой версии, детей убили коринфяне, возмущённые гибелью царя и его дочери: именно дети передали царевне отравленное платье. Предположительно это этиологический миф, объяснявший причины ежегодного жертвоприношения в Коринфе в исторические времена.
О том, как закончил свои дни Ясон, античные авторы рассказывают по-разному. Он погиб вместе с невестой (подаренное Медеей платье вспыхнуло, и в огне сгорели Главка/Креуса, Ясон и Креонт) либо покончил с собой, понимая, что его неверность стала единственной причиной несчастья (в одном из источников напился бычьей крови). По третьей версии он дожил до старости. Однажды, когда Ясон спал в тени «Арго», установленного им на Истме в качестве дара Посейдону, старый корабль рассыпался из-за сильного ветра, и герой погиб под обломками.
Псевдо-Аполлодор, Овидий и Псевдо-Гигин называют Ясона в числе участников Калидонской охоты. Множество героев собралось в Этолии, чтобы победить чудовищного вепря; деталей об участии в этой охоте Ясона источники не сообщают.

### Дети

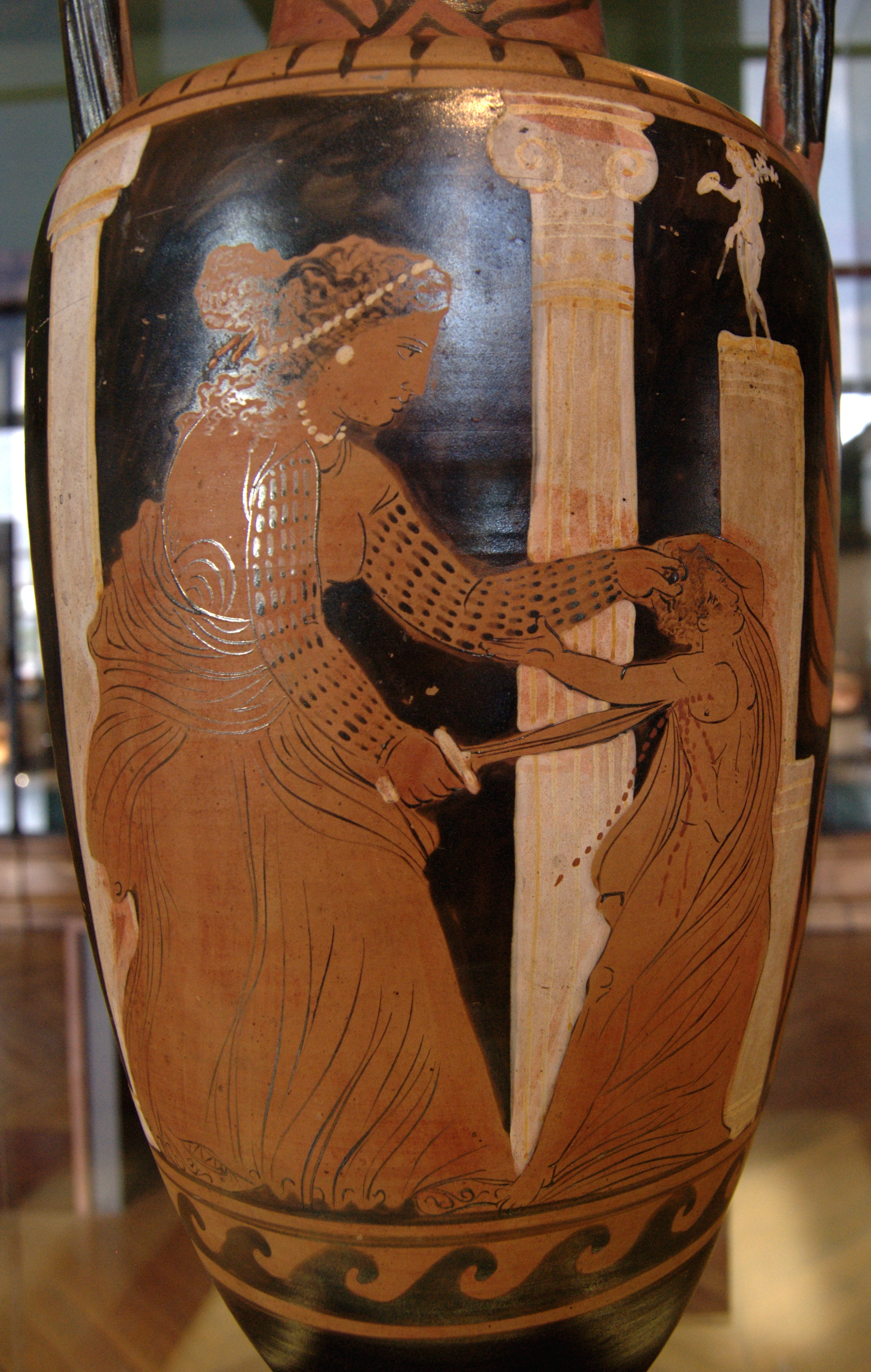
Вазописец Иксиона. Медея убивает одного из своих сыновей, 330 год до н. э., Лувр

Античные мифографы называют имена ряда детей Ясона и Медеи. Так, вскоре после прибытия этой пары в Иолк, согласно Гесиоду и Кинефону, родился Медей; более поздние писатели о нём забыли, зато в генеалогиях появился Мед, сын Медеи от Эгея. У Кинефона упоминается сестра Медея Эриопида, которую некоторые мифографы, по-видимому, путали с Эриопой (дочерью Ферета, женой Оилея и матерью Малого Аякса) и Периопидой — ещё одной дочерью Ферета, женой Менетия и матерью Патрокла. В тексте Гелланика фигурирует Поликсен — сын, которого Медея взяла с собой, когда бежала из Греции в Мидию.
О количестве детей Ясона и Медеи, погибших в Коринфе, не было единого мнения. Пармениск пишет о семи сыновьях и семи дочерях, не называя их имена, Павсаний — о двух сыновьях, Мермере и Ферете. Эти два имени повторяют многие писатели, использовавшие версию Еврипида об убийстве детей их матерью (у самого Еврипида имён нет). В альтернативной версии мифа Мермер и Ферет жили на Керкире, где Мермера растерзала львица. В «Одиссее» упоминается Ил, сын Мермера, из Эфиры, и это мог быть внук Ясона. У Диодора Сицилийского убитых Медеей сыновей зовут Алкимед и Тисандр; у Алкимеда, согласно этому автору, был брат-близнец Фессал, который бежал из Коринфа на север, стал преемником Акаста в качестве царя Иолка и эпонимом Фессалии. Наконец, у Птолемея Гефестиона упоминается сын Ясона по имени Аргос — строитель «Арго» и любовник Геракла. Именно ради него, по этой версии мифа, Геракл принял участие в плавании в Колхиду.
Гипсипила родила Ясону двух сыновей-близнецов — ставшего царём Лемноса Евнея и его брата, которого звали, по разным данным, Фоантом, Деипилом или Неброфоном.

## В культуре и искусстве
С именем Ясона в историческую эпоху связывали многие места, стоявшие на предполагаемом маршруте «Арго». Так, в Кизике, где аргонавты приносили жертвы, существовали культы Аполлона Ясония и Афины Ясонии. Страбон пишет о «святилищах Ясона, которые показывают во многих местах в Армении и Мидии и в соседних с ними странах», о «доказательствах похода Ясона и Фрикса в области Синопы и примыкающего к ней побережья, а также в районе Пропонтиды и Геллеспонта вплоть до Лемносской области», о «следах похода Ясона и преследовавших его колхов в обширной области вплоть до Крита, Италии и Адриатического моря» . Впрочем, все эти памятные места появились не раньше эпохи завоеваний Александра Македонского в IV веке до н. э.; в частности, храм Ясона в Абдерах был построен Парменионом.
Многие географические пункты претендовали на честь быть тем местом, где Ясон женился на Медее. Это были отдельные места в Колхиде (по данным Алкимаха и Тимонакса), Иолк (у Гесиода), Византий (у Дионисия Скитобрахиона), остров Певка в устье Дуная (согласно Валерию Флакку), пещера на Керкире (у Аполлония Родосского). В память о Ясоне на монетах Ларисы как символ этого города изображалась сандалия.

### Античная литература
Греция

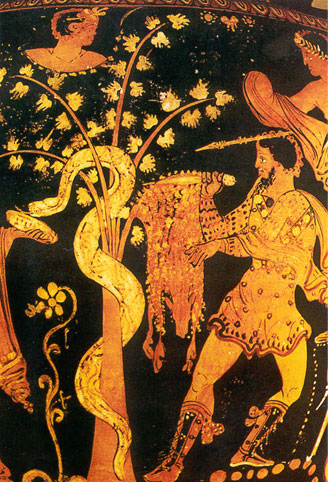
Ясон перед драконом

Плавание аргонавтов рано стало одной из самых популярных тем для эпических сказаний Греции. Предположительно этот сюжет начали разрабатывать из-за первых контактов эллинов или даже праэллинов с народами Причерноморья; в эпоху Великой колонизации, когда эти контакты стали более интенсивными, литературное творчество получило новый импульс. Уже в «Одиссее» Гомера упоминается «прославленный „Арго“», который один смог миновать Планкты. Там же звучит как общеизвестное и имя Ясона. В начале XX века появилась гипотеза, согласно которой до «Илиады» и «Одиссеи» была создана эпическая поэма «Аргонавтика» — источник материала для Гомера. Именно из неё поэт мог взять ряд мотивов и сюжетных ходов: пребывание главного героя в стране феаков, попытку проплыть между Скиллой и Харибдой, встречу с волшебницей Киркой и т. д. Однако ни в одном из сохранившихся источников такая поэма не упоминается; это может означать, что сказания аэдов на данную тему так и не были зафиксированы письменно — возможно, из-за своей популярности. В то же время известно, что об аргонавтах шла речь в поэме «Навпактии» (её упоминает Павсаний), в поэме «Коринфиака» Евмела, жившего в VIII веке до н. э. В VI веке до н. э., по словам Диогена Лаэртского, Эпименид написал поэму «о постройке „Арго“ и отплытии Ясона в Колхиду», состоявшую из 6500 строк.
От всех этих произведений не сохранилось ни строчки. Равным образом утрачены произведения логографов — «Теогония» Ферекида (её шестая и седьмая книги были посвящены плаванию аргонавтов), «Генеалогии» Акусилая, «Аргонавтика» и «Гераклея» Геродора. Самый ранний из сохранившихся античных текстов, рассказывающий о Ясоне, — «Теогония» Гесиода; этому же поэту приписывают и поэму «Каталог женщин» («Эойи»), в дошедших до современности фрагментах которой упоминаются аргонавты. Мифу о плавании в Колхиду посвятил одну из своих пифийских од Пиндар, который изобразил Ясона в духе древней традиции: для него предводитель аргонавтов — богоподобный муж, образчик храбрости и силы, «копьеносный Ясон», героические качества которого сыграли в походе не меньшую роль, чем волшебство Медеи.
Поход за золотым руном нашёл отражение в греческой драматургии V—IV веков до н. э., однако тексты всех пьес на эту тему тоже утрачены. О пребывании аргонавтов на Лемносе Эсхил и Софокл написали по трагедии, а Аристофан, Антифан и Никохар — по комедии под названием «Лемниянки» или «Женщины с Лемноса». Эпизод с Амиком стал темой сатировской драмы Софокла и дорической комедии Эпихарма, эпизод с Финеем лёг в основу трагедий Софокла и Эсхила. О пребывании Ясона в Колхиде рассказывала трагедия Софокла «Колхидянки», о его пути домой — трагедия того же автора «Скифы». Кроме того, у Эсхила были трагедии «Арго, или Гребцы» и «Гипсипила» и пьеса «Кабиры» (предположительно сатировская драма), которые, по-видимому, составляли вместе с «Лемниянками» тетралогию. В трагедии Софокла «Зельекопы» («Режущие коренья») речь шла о нарезании Медеей ядовитых трав (либо в Иолке, либо позже в Коринфе). О мести Ясона Пелию за отца рассказывали трагедии под названием «Пелиады», созданные несколькими драматургами, включая Еврипида.
Сохранился текст только одной греческой пьесы, в которой появляется Ясон; это трагедия Еврипида «Медея», действие которой происходит в Коринфе. Заглавная героиня узнаёт о неверности мужа и жестоко мстит ему, убивая соперницу и собственных детей. Предположительно, мотив детоубийства был придуман Еврипидом, и вся вина за случившееся возлагается драматургом на Ясона, предавшего свою возлюбленную. Здесь происходит полное переосмысление образа: из олицетворения всех героических качеств Ясон превращается в человека жалкого и недостойного. Такая версия мифа, несмотря на провал «Медеи» во время первого представления, оказалась очень популярной и влиятельной. В том же духе изобразили Ясона ещё несколько греческих трагиков (в частности, Неофрон, Диоген) и по крайней мере семеро комедиографов, в том числе Эпихарм и Ринфон.
В эпоху эллинизма Аполлоний Родосский создал эпическую поэму «Аргонавтика», которая стала наиболее подробным рассказом о походе за золотым руном и сыграла важную роль в развитии литературной традиции на эту тему. Миф здесь превращается в сказку с обязательными для неё волшебными элементами. О том, как изображён в «Аргонавтике» Ясон, у исследователей разные мнения: одни считают этого персонажа безличным, трусливым, малопредприимчивым, другие — напротив, храбрым и решительным. Некоторые антиковеды видят в нём героя нового поколения, который сочетает в себе решимость с демократичностью и дипломатическим тактом и является противоположностью старомодным героям вроде Ээта.
Рим

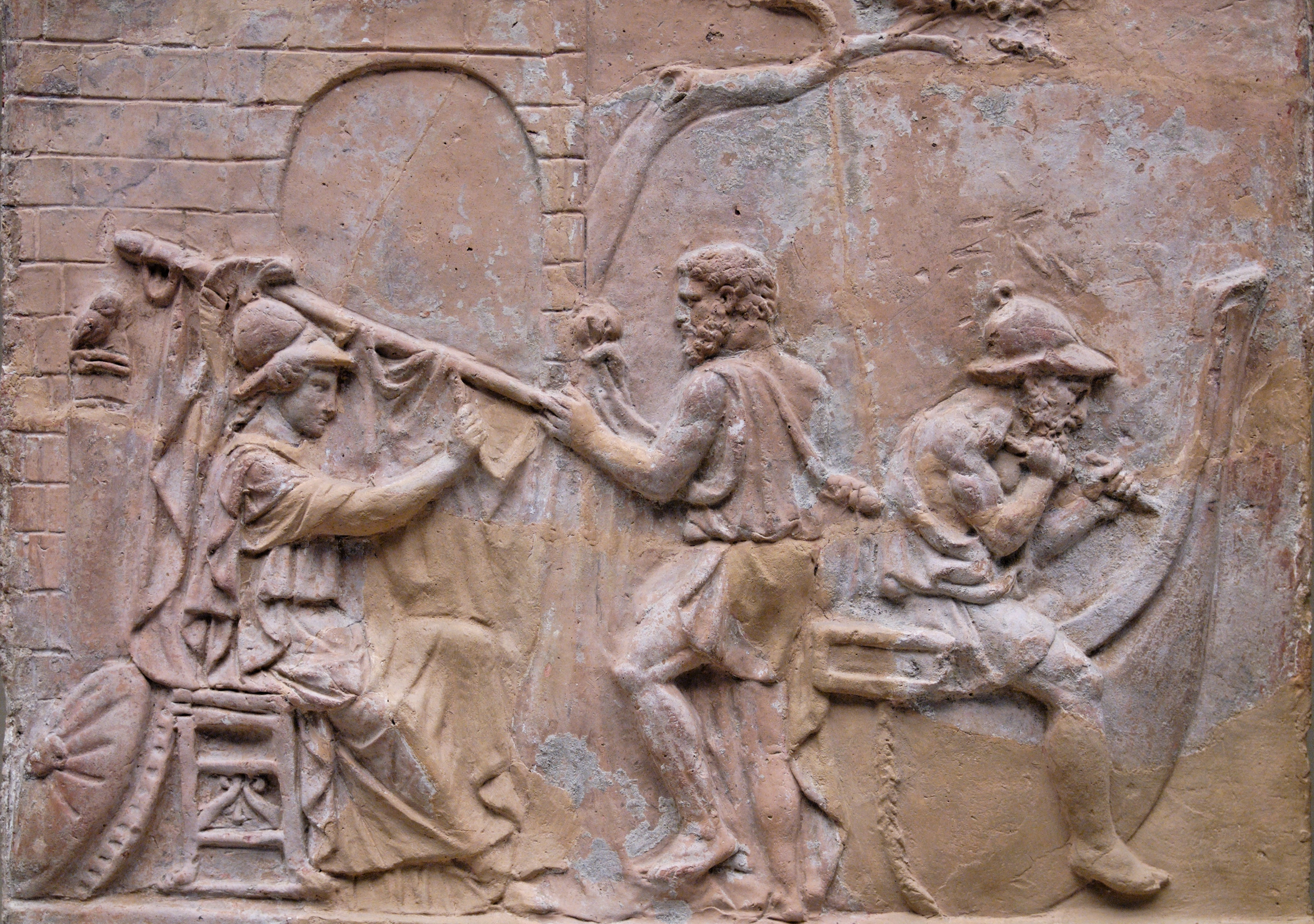
Строительство «Арго». Терракотовый рельеф, Рим, предположительно I век н. э.

В эллинистическо-римскую эпоху поэма Аполлония стала более популярной, чем «Илиада» и «Одиссея». Влияние «Аргонавтики» стало определяющим для римской литературы: начиная с середины I века до н. э. латиноязычные писатели переводили поэму и подражали ей. Повлияла она и на Вергилия, использовавшего в своей «Энеиде» те же сюжетные мотивы, связанные с морскими путешествиями. Известно, что первым читателям «Энеиды» описание любви Дидоны к Энею напоминало историю о страсти Медеи по отношению к Ясону, из-за чего критики сочли неоригинальной всю IV книгу поэмы. Латинские переработки «Медеи» Еврипида создали Квинт Энний, Луций Акций, Овидий (пьеса последнего считалась одной из лучших трагедий на латыни) Марк Анней Лукан, Куриаций Матерн, Басс. Овидий написал также сборник «Героиды», включающий, в частности, письма Ясону, написанные от лица Медеи и Гипсипилы, и «Метаморфозы», в VII книге которых идёт речь об аргонавтах. К Ясону этот поэт относился критически, вставая на сторону брошенных им возлюбленных. Луций Анней Сенека написал трагедию «Медея» на основе сюжета Еврипида, явно полемизируя с этим драматургом. В его изображении Медея скорее заслуживает осуждения, а Ясон вызывает симпатию; хор превозносит любовь героя к погибшим детям.
В I веке н. э. появилась ещё одна «Аргонавтика», написанная на латыни Валерием Флакком (её текст сохранился). Здесь заметно влияние Вергилия. Подобно Энею, Ясон изображён как доблестный герой, который подчиняется божественному предопределению. Его поход за золотым руном означает начало нового периода в жизни человечества, когда действия людей становятся угодны богам, а захват руна символизирует победу над варварством, перемещение политического центра мира с Востока на Запад — сначала в Элладу, а в перспективе — в Рим. Образ Ясона у Флакка неоднозначен. Этот персонаж предаёт Медею, но делает это ради общего блага; он проявляет доблесть, но в гражданской войне. При этом как герой Ясон заметно уступает Гераклу. По мнению исследовательницы Марии Грабарь-Пассек, у Флакка этот персонаж — образец «завоевательного героизма».
В «Орфической аргонавтике», написанной на греческом языке предположительно в IV веке, Ясон играет второстепенную роль. Главный герой этой поэмы — Орфей, благодаря которому аргонавты получают золотое руно.

### Античное изобразительное искусство

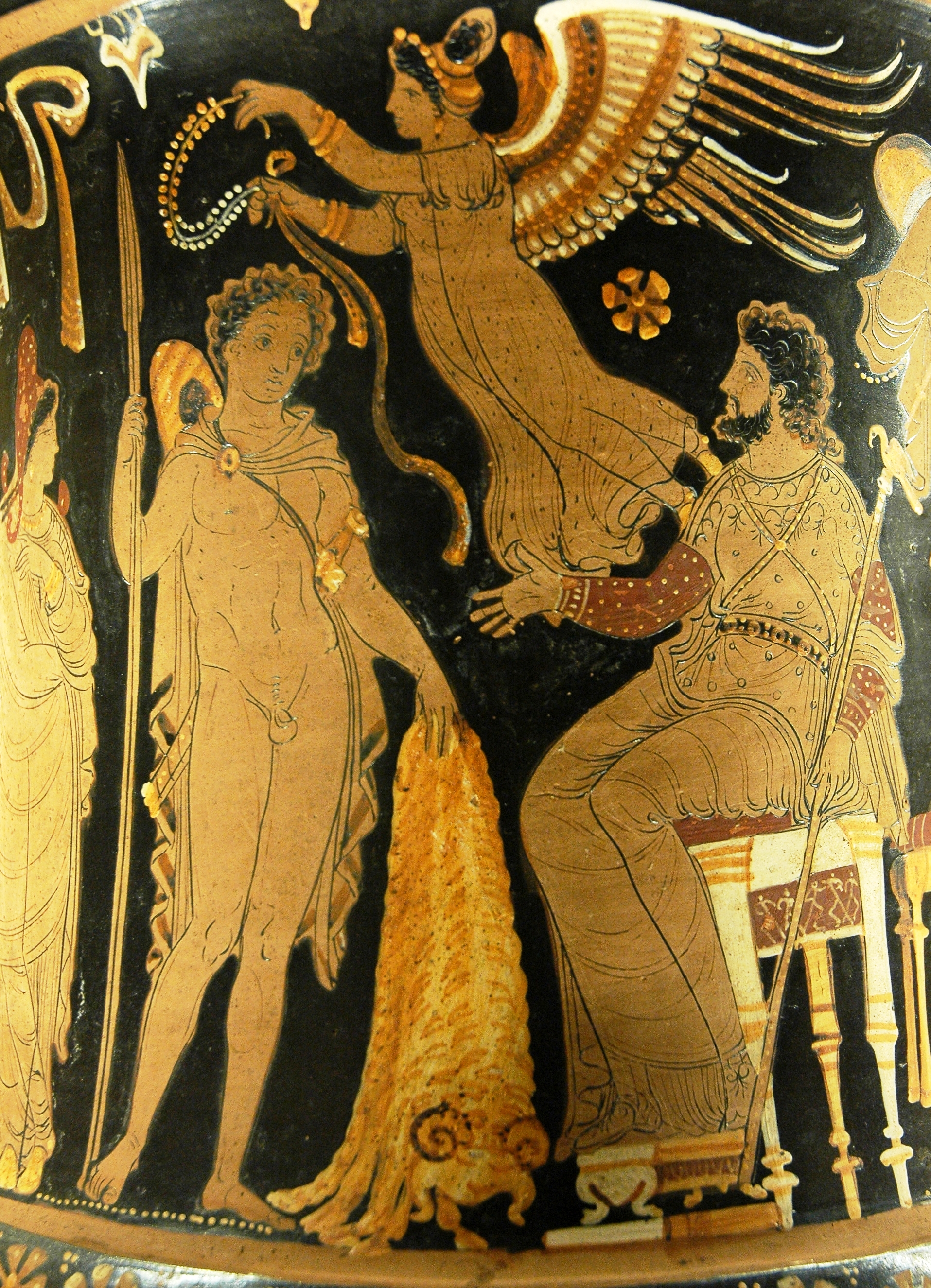
Ясон приносит Пелию Золотое руно. Краснофигурный кратер, Апулия, 340—330 годы до н. э., Лувр

Мифы о Ясоне и аргонавтах стали важным источником материала для греческих художников и скульпторов. При этом сохранились только довольно поздние произведения, и не во всех случаях они могут быть надёжно идентифицированы. К тому же у Ясона не было уникальных атрибутов, по которым можно было бы его узнать; поэтому какое-то время изображением данного героя считали Ареса Людовизи (римская статуя конца IV века до н. э.) и статую «единообутого» в Лувре, которая предположительно запечатлела атлета исторической эпохи. При всём этом антиковеды констатируют, что чаще всего Ясона изображали совсем юным и безбородым, либо нагим, либо в плаще и шляпе.
Встреча Ясона с Пелием и тремя его дочерьми во время принесения жертв Посейдону стала темой настенной росписи в Помпеях. Строительство «Арго» под руководством Афины, подробно описанное в V книге «Аргонавтики» Валерия Флакка, изображено на терракотовом рельефе на Вилле Альбани, на бронзовом рельефе, который хранится в музее Борджа в Веллетри, на монете римского императора Марка Аврелия и др. У Марциала упоминается висевшая в портике Нептуна в Риме картина, изображавшая отплытие аргонавтов и прощание с ними Хирона, а у Павсания — картина Микона, хранившаяся в храме Диоскуров в Афинах. На ней художник «изобразил, как Диоскуры плавали с Ясоном в Колхиду, причём всё внимание в этой картине обращено на Акаста и коней Акаста». Эпизод с Амиком стал темой для краснофигурной росписи вазы из Нолы (там с царём бебриков сражается Полидевк, а Ясон с другими героями стоит в стороне).
Сохранились два сосуда, на которых изображена встреча Ясона с Медеей. Это амфора из Апулии, которая хранится в Берлинском музее, и гидрия, оказавшаяся в частном владении; тот же сюжет у рельефа на саркофаге с Виллы Людовизи. На этрусском зеркале Медея и Афина подносят Ясону волшебный напиток, который должен уберечь героя от опасности (по альтернативной версии, здесь изображено омоложение Ясона по возвращении в Иолк). Укрощение быков запечатлено на ряде саркофагов, хранящихся в Вене, Париже, Риме. Ясон убивает дракона в изображениях на этрусском зеркале (Рим), на тарентинской амфоре (Санкт-Петербург), на амфоре из Пестума (Неаполь), на ещё одной амфоре, хранящейся в Мюнхене, на гидрии в Лувре, на саркофаге Фрикса на Палатине. На гемме из коллекции Гёте Ясон и Медея вместе усыпляют дракона и похищают золотое руно. На апулийской амфоре из Руво и на нижнеиталийском стамносе Ясон передаёт руно Ээту (здесь художники следовали версии Геродора, у которого герой убивает дракона по приказу колхидского царя).
Павсаний описывает хранившийся в храме Геры в Олимпии ларец, на крышке которого было изображено бракосочетание Ясона и Медеи. «Медея сидит на троне, Ясон стоит направо от неё, рядом Афродита, и над ними надпись:
В жёны Медею берёт Ясон: Афродита согласна».
Неясно, где именно происходила эта сцена по мнению художника: в Иолке, в Коринфе или в стране феаков. Тот же сюжет запечатлён на так называемом «саркофаге Ясона» в Лувре, на рельефе на Вилле Людовизи. Эпизод с Талосом изображён на вазе из Руво. Античные художники изображали также погребальные игры, организованные после гибели Пелия (в них, по некоторым источникам, участвовал Ясон) и события в Коринфе, связанные с местью Медеи за неверность.

### Средние века

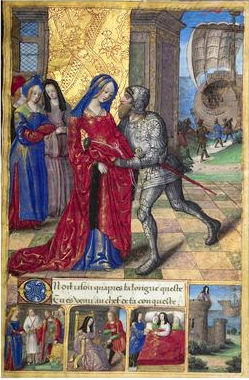
Прощание Ясона с Гипсипилой. Иллюстрация к средневековому изданию «Метаморфоз» Овидия

При переходе от античности к средневековью резко сузился круг литературы на мифологические темы. Из тех произведений, в которых фигурирует Ясон, продолжали читать «Аргонавтику» Аполлония Родосского, но главным источником знаний об аргонавтах и их предводителе стала «История о разрушении Трои» Дарета Фригийского. Здесь Ясон — «исключительно доблестный человек», который отправился в Колхиду, «чтобы узнать все страны» и прославиться. Во время одной из остановок, согласно Дарету, аргонавтов оскорбляет троянский царь Лаомедонт, и это становится первым из событий, приведших к разрушению Трои. Таким образом, поход за золотым руном оказывается прологом к Троянской войне; именно так его оценивали в течение всего средневековья. Отношение к Ясону в эту эпоху было двояким. С одной стороны, он считался доблестным человеком и образцом рыцаря (а плавание в Колхиду соответственно было примером опасного и смелого предприятия), с другой — неверным мужем, предавшим Медею.
Наиболее известной переработкой сюжета Дарета Фригийского стал «Роман о Трое» Бенуа де Сент-Мора, созданный между 1155 и 1160 годами в том числе под влиянием Аполлония Родосского. Здесь делается первый шаг к отделению истории «Арго» от собственно троянской темы. Образ Ясона претерпевает изменения: совершённое им по отношении к Медее предательство оказывается справедливым наказанием для колхидской царевны, которая до этого предала собственных отца и брата. Однако общие тенденции в средневековой литературе на эту тему остаются прежними. Ясона осуждают за неверность, и одновременно им восхищаются из-за смелости его деяний; эти две тенденции сосуществуют, и не предпринимаются попытки создать цельную картину. Как «предатель в любви» Ясон фигурирует во французском «Романе о Розе» (1275—1280 годы), за неверность по отношению к Медее и Исифиле его помещает в восьмой круг ада Данте Алигьери («Божественная комедия», примерно 1308—1321 годы). Во французской поэме XIV века «Морализованный Овидий» это образцовый рыцарь, а в ряде богословских текстов мифы о Ясоне получают аллегорическое толкование. В Ясоне теологи видели Бога, который борется за человеческие души (золотое руно) с дьяволом (драконом).

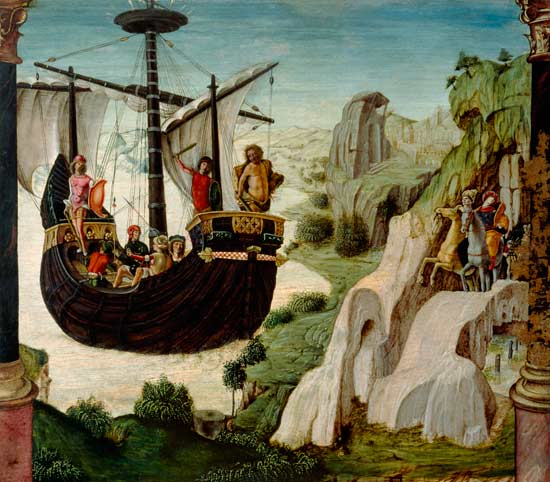
«Арго». Картина Лоренцо Косты, 1500 год

Джованни Боккаччо продолжил традицию позднеантичных мифографов своей книгой «Генеалогия языческих богов» (около 1360 года). В ней плавание аргонавтов изображено в эвгемеристическом духе как завоевание Колхиды, а Ясон выглядит как человек, принёсший цивилизацию на Восток. В походе на аргонавтов начали видеть отдалённый прообраз крестовых походов; предположительно именно поэтому герцог бургундский Филипп Добрый, создав в 1430 году новый рыцарский орден, назвал его орден Золотого руна. Эту версию подкрепляет тот факт, что на «фазановом банкете» в Лилле, который Филипп организовал в 1454 году для пропаганды идеи нового крестового похода против османов, разыгрывалось представление на тему похода аргонавтов, причём золотое руно оказалось символом Иерусалима. Таким образом, мифы о Ясоне начали играть важную роль в политической идеологии всего христианского мира. Филипп Добрый стал заказчиком «Истории Ясона», написанной Р. Лефевром около 1460 года. Эта книга представляет собой рыцарский роман, написанный на основе греческих мифов. Её заглавный герой сражается на турнирах, воюет с пьяными кентаврами, спасает королеву Мирро и завоёвывает её сердце, а потом собирает других героев, чтобы отправиться в Колхиду. Ясон здесь изображён как человек чести: он не даёт никаких обещаний Гипсипиле, Медея добивается его любви только благодаря тому, что опаивает героя колдовским зельем, и позже Ясон её карает за жестокие убийства отца, брата и Пелия.
В изобразительном искусстве
В средневековом изобразительном искусстве миф о Ясоне и золотом руне занимает очень скромное место. Он нашёл отражение разве что в книжных иллюстрациях, причём художники изображали аргонавтов в анахронистичном духе, как это вообще было принято в Средние века, — в виде рыцарей.

### Раннее Новое время
Литература

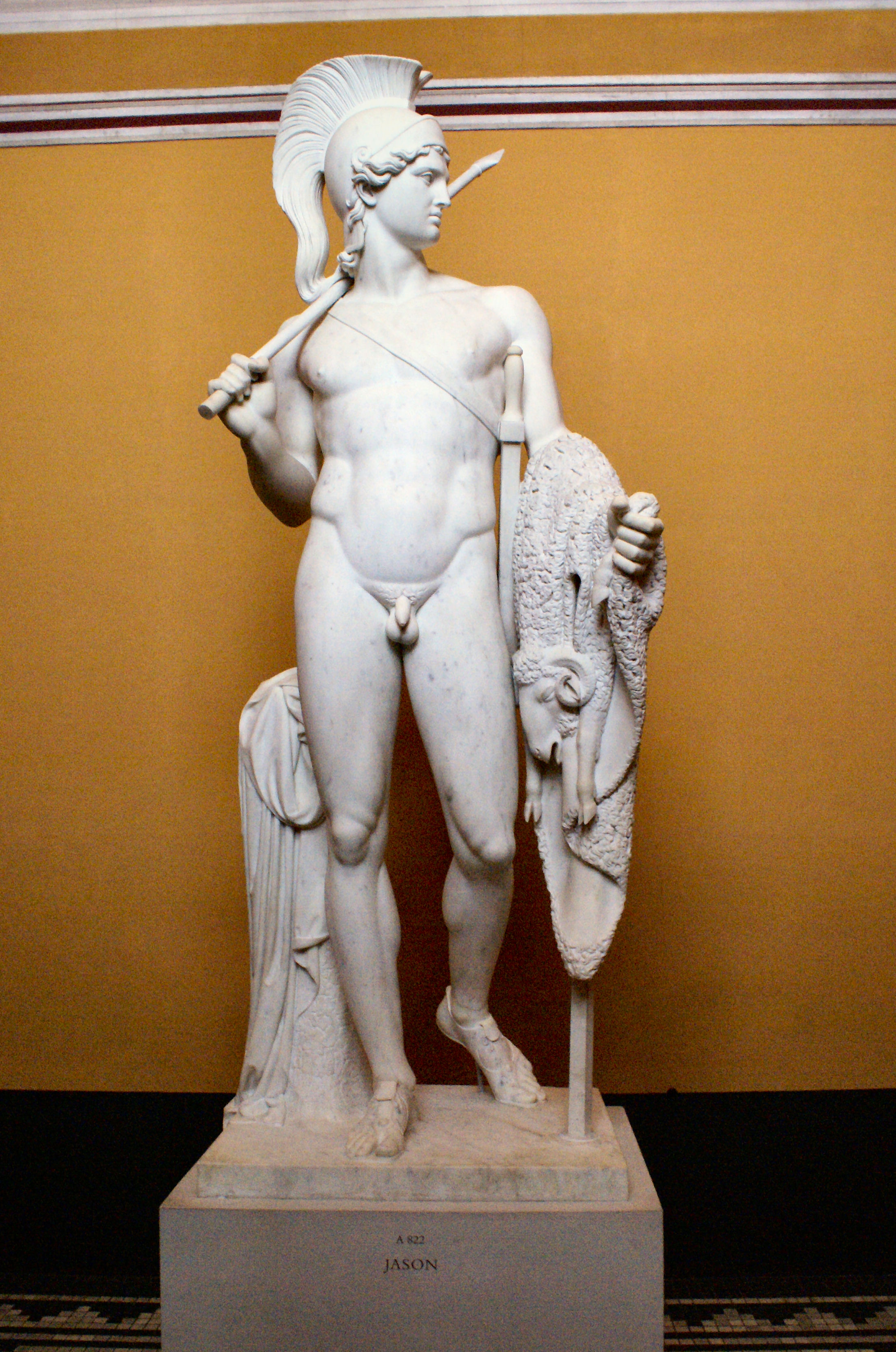
Ясон с золотым руном. Скульптура Б. Торвальдсена. Музей Торвальдсена, Копенгаген.

В эпоху Возрождения резко вырос интерес к античной культуре в целом и к греческой мифологии в частности, но миф о Ясоне долго оставался малопопулярным из-за устоявшейся репутации героя как предателя в делах любви. Его сознательно игнорировали поэты-петраркисты XVI века. Пьер де Ронсар в элегии «Орфей» (1563 год) использовал историю аргонавтов только как фон. Несколько позже этим сюжетом заинтересовались поэты и драматурги испанского «Золотого века», уделявшие основное внимание не личной жизни Ясона, а его путешествию, приключениям, борьбе за золотое руно. Первым был Лопе де Вега с сонетом «Ясон» (1602/1604 год). Педро Кальдерон в одной из своих ранних религиозных пьес под названием «Божественный Ясон» (до 1630 года) использовал аллегорическое толкование мифа: заглавный герой, символизирующий Христа, побеждает поклонение идолам (дракона) и спасает таким образом человечество (Медею). При этом драматург не стал ограничиваться абстракциями, но описал приключения главного героя, оказавшиеся необходимой основой сюжета.
Пребывание аргонавтов в Колхиде стало темой для пьесы англичанина Томаса Хейвуда «Медный век» (1609 год), в которой миф получает пессимистическую оценку. Плавание «Арго» здесь пролог к разрушительной Троянской войне, а его участники полны алчности. В целом изображение Ясона как главного героя пьесы было необычно для той эпохи: в приоритете у драматургов была любовная тематика, а предводитель аргонавтов с его репутацией неверного возлюбленного не вписывался в такой контекст. Нетипичной поэтому выглядит и трагедия Пьера Корнеля «Золотое руно», поставленная на сцене в 1660 году по случаю свадьбы короля Людовика XIV. В ней Ясон — человек, который руководствуется в своих действиях холодным расчётом. Герой вправе рассчитывать на признательность Ээта, поскольку помог ему отразить нападение Перса, но по настоянию своих спутников просит у царя не руку прекрасной Медеи, а золотое руно. Медея его любит; в Колхиду прибывает ещё и Гипсипила, которая тоже претендует на Ясона, и последний в одной из сцен оказывается между двумя ревнивыми возлюбленными. В конце концов он выбирает Медею, притворившись, что влюблён, и увозит её в Элладу. В изображении Корнеля кровавый коринфский финал этой истории выглядит практически неизбежным.
Дегероизация образа Ясона происходит в пьесе «Арлекин Ясон» Нолана де Фатувиля (1684 год), который развивает корнелевский сюжет в пародийном ключе. Здесь Медея превращает главного героя в Арлекина, чтобы от него отказалась Гипсипила. Джонатан Свифт тоже дегероизировал Ясона в одном из своих стихотворений (около 1720 года), главный герой которого — Джейсон Хассард, шерстяной драпировщик из Дублина. Хассарда объединяет с предводителем аргонавтов только имя; Свифт выстраивает систему аналогий между двумя очень несхожими людьми и достигает за счёт этого комического эффекта.
Писатели Нового времени обращались и к другому сюжету — о мести Медеи неверному мужу. Это стало темой для самой первой трагедии Пьера Корнеля «Медея», поставленной на сцене в 1634/1635 году. Здесь драматург в общих чертах следует Еврипиду, но действия Ясона если не оправдываются с точки зрения морали, то как минимум получают надёжное рациональное обоснование: герой хочет жениться на коринфской царевне, чтобы избежать выдачи врагам и себя, и семьи. В финале Ясон, потерявший детей и полностью отчаявшийся, совершает самоубийство. Фридрих Клингер в пьесе «Медея в Коринфе» (1786 год) обращается к тому варианту сюжета, который разработал Сенека, причём усиливает пессимизм и трагичность оригинала. В его изображении Медея — скорее богиня, чем человек, и Ясон выбирает более земную Креусу, из-за чего происходит ужасное.
Сюжет об аргонавтах за весь XVIII век ни разу не подвергался серьёзной литературной обработке. Возможно, единственным произведением на эту тему стала поэма «Орфей-аргонавт» Иоганна Генриха Фусса (1795 год). В рамках политического дискурса мифы о Ясоне в течение раннего Нового времени не использовались.
Изобразительное искусство

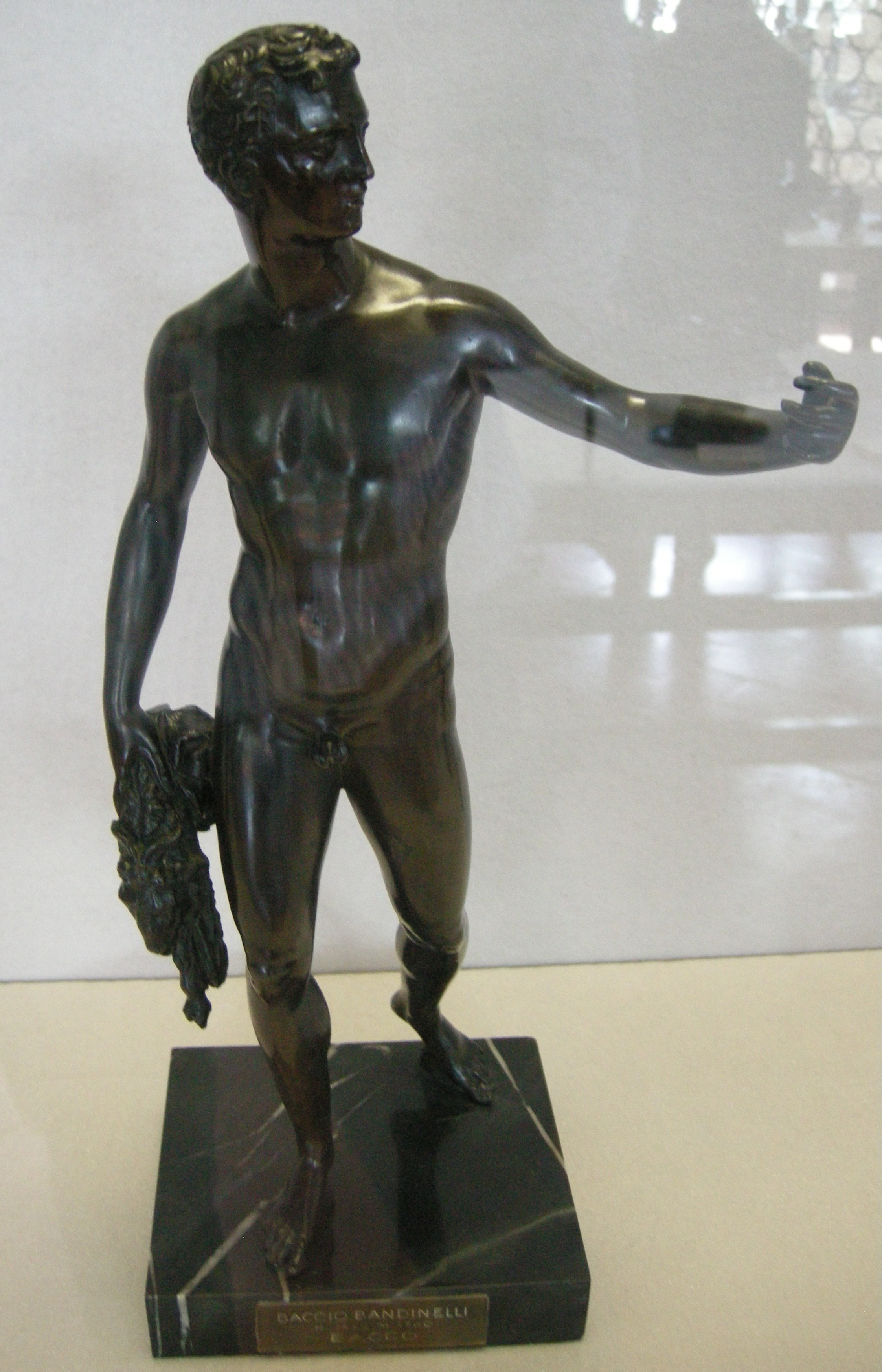
Ясон. Скульптура Баччо Бандинелли

Художники раннего Нового времени изображали Ясона в героическом духе (сюжет о неверном возлюбленном не нашёл отражения в изобразительном искусстве этой эпохи). На бронзовых дверях римской базилики Святого Петра, находившейся на месте нынешнего собора, Антонио Филарете в 1445 году изобразил Ясона укрощающим быка и подающим питьё дракону. Позже появлялись целые циклы картин и фресок на тему мифа об аргонавтах, в том числе принадлежащие кисти Эрколе де Роберти (около 1496 года) и Лодовико Карраччи (1583/1584 год). В произведениях последнего за счёт натурализма и чрезмерной реалистичности произошла своеобразная скандализация темы. При этом события в Коринфе он изображать не стал, так что биография Ясона в его трактовке — это биография героя и безусловно достойного человека. В том же духе трактовал этот образ и Баччо Бандинелли, создавший в 1545—1555 годах бронзовую статую Ясона, несущего в руках золотое руно.
Историю любви Ясона и Медеи сделали источником сюжетов для своих картин Рембрандт («Свадьба Ясона и Креусы», 1648 год) и Рубенс («Бегство Медеи», без даты). Однако это всего лишь иллюстрации к мифу, без оригинальных трактовок и без попыток воспроизвести античный контекст.
Миф об аргонавтах стал важным источником материала в эмблематике. Золотое руно считалось символом богатства, а Ясона и Медею иногда изображали как образец взаимной любви (это может говорить о том, что публика была мало знакома с деталями мифа).
Музыка
В музыкальном искусстве сюжет об аргонавтах приобрёл первую популярность благодаря опере «Ясон» Франческо Кавалли (1649 год), которую до конца XVII века ставили с большим успехом по всей Италии. Сюжет здесь близок к корнелевскому: главный герой должен выбирать между Медеей и Гипсипилой. Последняя дождалась «Арго» в устье Истра, когда он возвращался из Колхиды, и потребовала от Ясона выполнить обещание и жениться на ней. Ясон приказал слугам убить Гипсипилу. Те по ошибке выбросили в море не её, а Медею, которую тут же спас Эгей. В итоге Ясон женился на Гипсипиле. Сюжет оперы концентрируется на любовной линии, а борьба за золотое руно уходит на второй план.
К этому сюжету с успехом обращались и композиторы других стран: Антонио Драги («Ясон», 1682 год), Жан Батист Лалли («Ясон, или Золотое руно», 1696 год), Иоганн Сигизмунд Куссер («Ясон», 1692 год), Георг Шурман («Ясон», 1707 год). О коринфских событиях шла речь в музыкальных версиях драмы Клингера, в операх Йиржи Бенды (1775 год) и Луиджи Керубини (1797 год). Из-за их экспрессивности эти произведения пользовались огромным успехом в театрах Германии, переживавшей тогда эпоху «Бури и натиска».

### XIX—XXI века
Литература

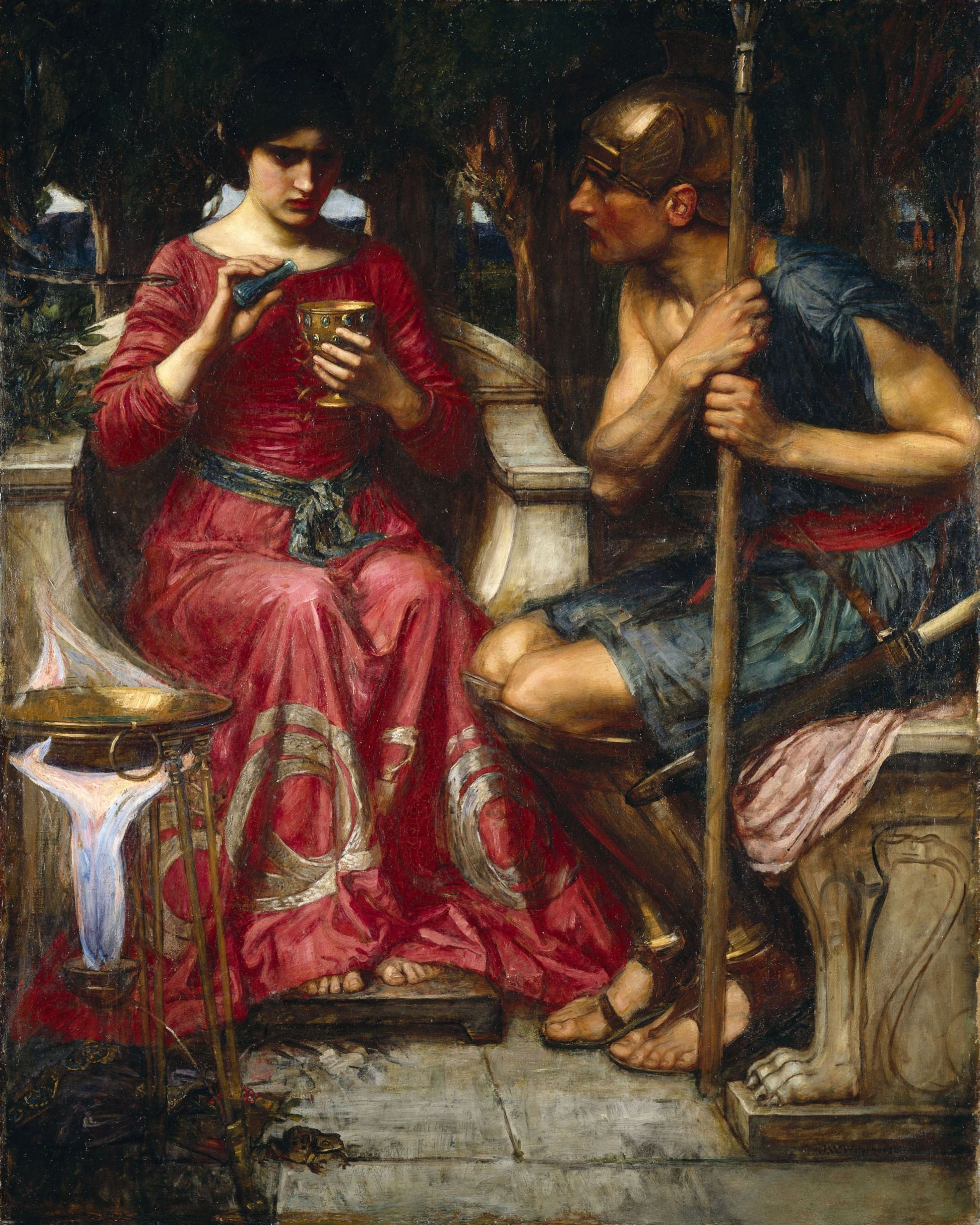
Ясон и Медея. Картина Джона Уотерхауса, 1907 год

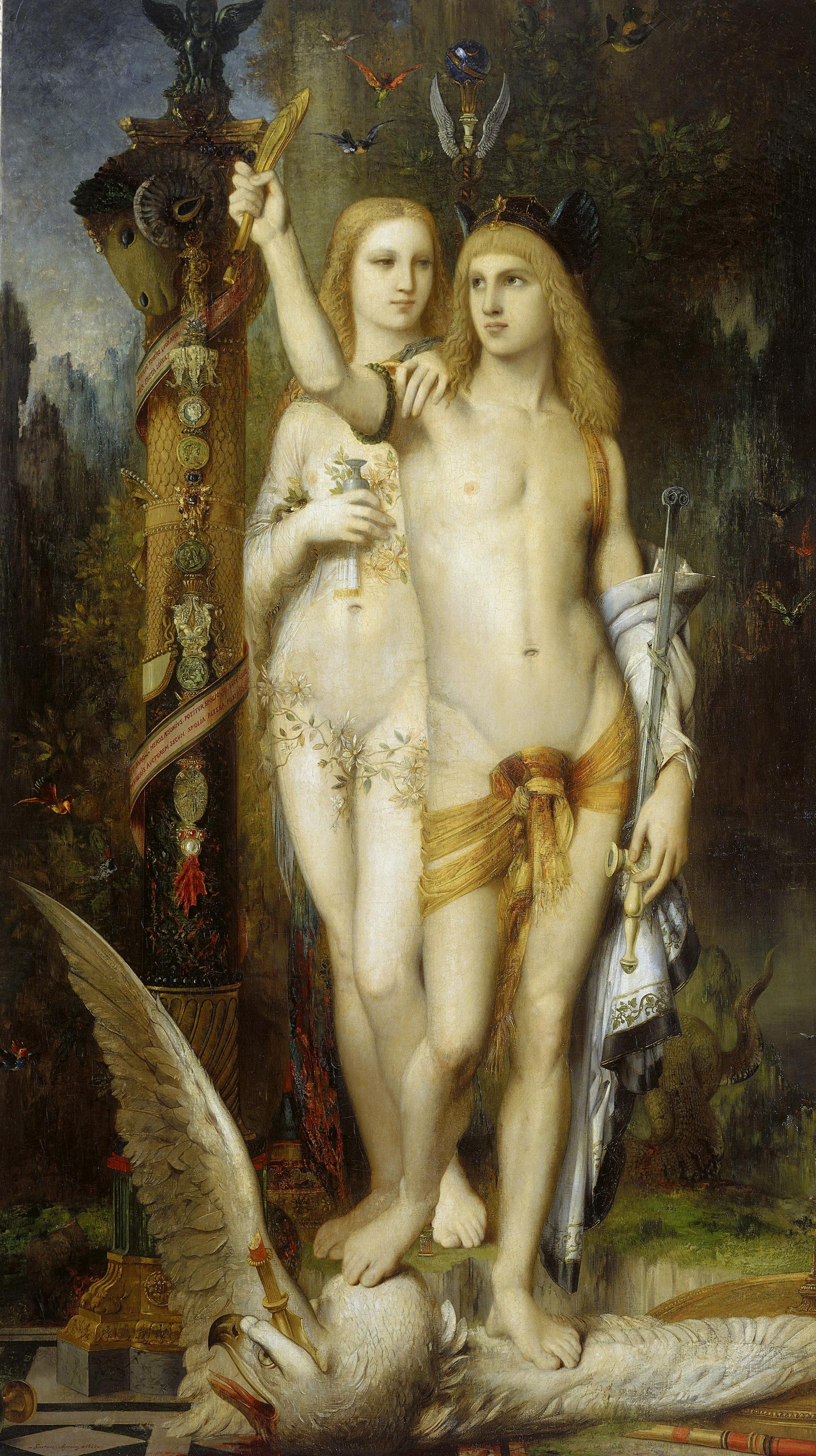
Ясон. Картина Гюстава Моро, 1865 год

В XIX веке Ясона изображали по-разному. Франц Грильпарцер посвятил мифу о золотом руне одноимённую драматическую трилогию (1821 год). Для него руно — это сокровище, добытое неправедно, а потому приносящее несчастья своим обладателям; Ясон, главный герой второй части трилогии, «Аргонавты», изображён как человек одержимый, и в его поступках мало героического. В третьей части, «Медея», он пытается сохранить семью, но терпит поражение в борьбе с заглавной героиней, причём эта борьба выглядит в том числе как конфликт цивилизации с варварством. Виктор де Лапрад в стихотворении «Аргонавты» (1843 год) пишет о плавании в Колхиду как о смелом свершении «моряков будущего», полностью оправданном с точки зрения этики. Заглавный герой поэмы «Жизнь и смерть Ясона» Уильяма Морриса (1867 год) — романтический и противоречивый герой, который влюбляется в Медею с первого взгляда, но позже предаёт её и погибает, когда уже принял решение всё начать заново.
В конце столетия появился ряд романов, авторы которых пытались трактовать миф об аргонавтах в реалистическом духе. Примерно тогда же этот миф обрёл большое значение для символистов. Так, Гюстав Моро своей картиной «Ясон» (1865 год) подтолкнул Жозе Марию де Эредиа к созданию сонета «Ясон и Медея», в котором описан час торжества: эллинский герой завладел золотым руном, но царевна, уплывая с ним, берёт с собой яд, и это намёк на ждущие Ясона несчастья. Об аргонавтах много писали русские символисты (возможно, из-за того, что Колхида была локализована на территории Российской империи). Для них плавание «Арго» — это символ безоглядного преодоления прошлого, самоубийственного пути к Солнцу, мифологизации повседневной жизни. Именно в таком ключе трактовал миф поэт Андрей Белый; этот сюжет использовали в своих стихотворениях также Александр Блок и Валерий Брюсов. В Московском университете в 1903—1910 годах существовала литературная группа под названием «Аргонавты», в 1906—1909 годах в Москве выходил художественный журнал «Золотое руно».
Иначе интерпретировал сюжет под воздействием Первой мировой войны итальянец Альберто Савинио в романе «Гермафродит» (1918 год). Он уподобил плаванию «Арго» путь итальянских солдат на балканский театр военных действий; в его изображении аргонавты не имеют чёткой цели, их действия сопряжены с грубым насилием. Начиная с 1930-х годов миф трактовали в духе экзистенциальной философии, видя в походе за золотым руном попытку преодоления человеком собственной сущности. К этому направлению исследователи относят грека Йоргоса Сефериса (стихотворение «Аргонавты», 1935 год), немку Элизабет Лангассер, которая в 1950 году изобразила путешествие по послевоенной Германии в монастырь Анастасиендорф по аналогии с плаванием «Арго». Актуализация мифа произошла у Чезаре Павезе в одном из «Диалогов с Леуко» (1947 год): его Ясон — воплощение трагизма человеческой судьбы, старый и разочарованный человек, с грустью вспоминающий былые подвиги и сожалеющий о судьбе Медеи. У Павезе Ясон пытается найти выход из небытия, у Анны Зегерс в её рассказе «Корабль аргонавтов» (1948 год) он принимает свою смерть — неизбежный конец таких поисков.
Один из основателей магического реализма Алехо Карпентьер в своём последнем романе «Арфа и тень» описал плавание Колумба как новое путешествие за золотым руном; образ главного героя явно создавался с оглядкой на образ Ясона.
В течение XIX и XX веков создавались новые драматические обработки сюжета Еврипида и Сенеки о событиях в Коринфе. Наиболее известной из них стала «Медея» Жана Ануя (1946 год). Здесь Ясон продолжает любить свою жену, но он устал от вечной борьбы и от воспоминаний о совместных преступлениях; он хочет спокойной жизни с коринфской царевной. Медея, понимая, что в душе муж уже ей изменил, первой изменяет ему физически. Однако связь этих двух людей может быть разорвана только ценой нового, ещё более страшного, преступления, которое и происходит.
Живопись
На картине Эжена Делакруа «Медея» Ясон отсутствует; есть только заглавная героиня, которая выглядит одновременно и как преступница, и как жертва. В позитивном ключе Ясона изобразил символист Гюстав Моро. На картине «Ясон» запечатлён момент триумфа: заглавный герой, совсем юный на вид, стоит перед поверженным драконом, подняв правую руку, а за ним — Медея, которая выглядит в этом контексте как часть захваченной добычи. При этом спокойный взгляд Медеи, направленный на Ясона, будто говорит о неизбежных будущих несчастьях.
В XX веке миф об аргонавтах стал источником сюжетов для немецких художников Макса Бекмана и Йозефа Бойса.
Музыка
Сюжет об аргонавтах пережил пору относительной популярности в 1880-е годы, когда были написаны симфоническая драма Августы Холмс «Аргонавты» (1881 год) и кантата Александра Маккензи «Ясон» (1882 год). В 1964 году была впервые поставлена опера Эрнста Кшенека «Золотое руно», в которой миф получил сюрреалистическое толкование, а Колхида превратилась в Америку.
Кинематограф
В XX веке миф о золотом руне стал сюжетной основой для нескольких художественных фильмов. В итальянском пеплуме «Аргонавты: В поисках золотого руна» Ясона сыграл Роланд Кэри. В американо-британской киноленте «Ясон и аргонавты» (1963 год, в роли Ясона Тодд Армстронг) поход в Колхиду показан как героическое деяние. Ясон здесь — современный герой, настроенный оптимистически и преодолевающий все испытания; Медея лишена черт волшебницы, так что её помощь возлюбленному минимальна. Фильм отличают передовые для того времени спецэффекты, созданные Рэем Харрихаузеном. В 1986 году на экраны вышел советский фильм-мюзикл на тот же сюжет «Весёлая хроника опасного путешествия» (в роли Ясона Зураб Кипшидзе), в 2000 году — американский мини-сериал «Ясон и аргонавты» (в роли Ясона Джейсон Лондон). В последнем фильме показан архаичный мир с чётким противопоставлением добра и зла. Пелий там одержим поисками руна, а Ясон против своей воли отправляется на подвиги, чтобы спасти свою мать, попавшую в руки злодея. Экипаж «Арго» представляет собой по большей части не героев и полубогов, как в оригинальном мифе, а людей, которые не нашли своего места на суше или просто выходцев из народа.
По мотивам трагедии Еврипида были сняты по крайней мере два фильма: в 1969 году на экраны вышла лента Пьера Паоло Пазолини «Медея» (в роли Ясона Джузеппе Джентиле), представляющая собой рефлексию на тему мифа, а в 1988 году Ларс фон Триер снял фильм с тем же названием (в роли Ясона Удо Кир), действие которого разворачивается в средневековых декорациях.
Мнения учёных
В XIX веке появилось предположение о том, что изначально Ясон считался божеством. Согласно этой гипотезе, разные фазы его взаимоотношений с Медеей могли символизировать для греков смену времён года, но по мере упрощения и систематизации языческого пантеона эти два персонажа превратились в героев.
Современные антиковеды видят в мифе о Ясоне удивительный для античной культуры «союз героической силы и колдовской мудрости». В классической версии мифа предводитель аргонавтов совершает свои подвиги не благодаря собственным героическим качествам и не за счёт помощи родственников-богов, а потому, что его поддержала волшебница Медея, связанная с архаичными культами. Эти два персонажа чужды друг другу: их объединяют страсть, искусственным образом внушённая Медее богами, и совместно совершённые кровавые преступления. Сотрудничество с Медеей умаляет героизм подвигов Ясона. Поэтому герой пытается разорвать этот союз, но в результате происходит новая трагедия, Ясона ждёт бесславный конец, и память о нём оказывается опороченной.
Исследователи констатируют, что есть много общего в мифологических циклах о плавании аргонавтов и о возвращении Одиссея домой. В обоих случаях речь идёт о приключениях мореплавателей в далёких, отчасти вымышленных странах, при этом и аргонавты, и Лаэртид сталкиваются с сиренами, сдвигающимися скалами, Скиллой и Харибдой. Однако в цикле об аргонавтах намного менее значима роль главного героя. Связь между Одиссеем и Ясоном подчёркивается генеалогической версией об их родстве через Автолика, а также наличием в списке сестёр Пенелопы имён Меда и Гипсипила, которые должны напоминать о Медее и царице Лемноса.